# Točná
Točná (německy Totschna) je městská čtvrť a katastrální území Prahy o rozloze 462,6 ha, které spadá do městské části Praha 12. Leží jihozápadně od Cholupic a severozápadně od obce Dolní Břežany. Je zde evidováno 31 ulic a 413 adres. Stav obyvatel k 31. 12. 2017 byl 790 lidí.
Obec leží u vrchu Čihadlo o nadmořské výšce 388 metrů, který je nejvyšším místem Prahy 12 a představuje nejvýchodnější a nejsevernější výspu geomorfologického celku Brdská vrchovina v níž tak leží i polovina Točné. Na Čihadle se nachází bývalý vojenský prostor 11. protiletadlového raketového oddílu 71. protiletadlové raketové brigády protivzdušné obrany hlavního města Prahy. Část areálu byla renovována a je využívána jako školící středisko Vysoké školy ekonomické v Praze. V další části areálu se nachází Airsoftové hřiště Točná.
Na úpatí Čihadla směrem u Hrazanské ulice směrem k Cholupicím se nachází takzvaný „Palpost“, kde na přelomu 50. a 60. let býval vojenský prostor palebného postavení (pal. post.) - protiletadlové dělostřelecké baterie Točná.
Druhým výrazným vrchem jsou Šance také se 385 m n. m.(nejvyšší bod laténských valů), který byl spolu se sousedním vrchem Hradiště součástí kulturní památky - keltského oppida Závist. Na vrchu Šance se nachází přírodní rezervace, kterou vede naučná stezka zaměřená na chráněné druhy živočichů a rostlin místních skalnatých svahů i na starověké osídlení oblasti. Na jižním svahu Šancí směrem ke Břežanskému údolí (chráněné území značené jako evropsky významná lokalita - v katastru Točné zasahuje do hranic přírodní rezervace Šance) je pamětní deska věnovaná známému českému entomologovi Františku Antonínu Nickerlovi (obnovená roku 2013 z iniciativy PhDr. Jiřího Tichoty), který se zde často věnoval svému výzkumu motýlů.
V severní části území Točné, pod samotou Nouzov v lokalitě zvané Velká lada se nachází sportovní letiště Praha-Točná. Jako letiště pro bezmotorové sportovní létání bylo otevřeno 31. března 1946, přestože se na tomto místě první let kluzáku uskutečnil již roku 1932 a plachtaři zde létali již před válkou. Zpočátku se létalo z vrchu Čihadlo a startovalo se od Nouzova, později došlo k výstavbě skutečného letiště na plošině zvané Valká Lada pod Nouzovem. Od roku 2010 je letiště v soukromém vlastnictví a v jeho hangárech se nachází sbírka letuschopných historických letadel, mezi nimiž je i Lockheed Electra 10A (OK-CTB, výr. č. 1091), bývalý letoun významného českého podnikatele Jana Antonína Bati.
V jižní části katastru Točné na pomezí Točenské rokle a Břežanského údolí u ústí Točenského potoka do Břežanského potoka se nachází trampská osada Na Place.
Točná má svůj vlastní fotbalový klub TJ Točná, Za zmínku stojí i BikePark Točná, který se nachází mezi Nouzovem a točenským letištěm, trošku paradoxně v úzkém výběžku katastru obce Cholupice.
Z významných osobností bydlel na Točné např. podplukovník Ladislav Bedřich, Karel Pech, PhDr. Jiří Tichota, Jiří Kodet a jeho dcera Barbora Kodetová. Svůj domek si zde rovněž postavila i cvičitelka Hana Kynychová.
Území Točné protíná mezi osadou a letištěm východo-západním směrem Pražský okruh, který se na území Točné (severně od vesnice) zanořuje do Komořanského tunelu (4. nejdelší silniční tunel v ČR). Jezdí zde autobusy linek č. 113 a č. 341.

## Historie

### Točenský starověk

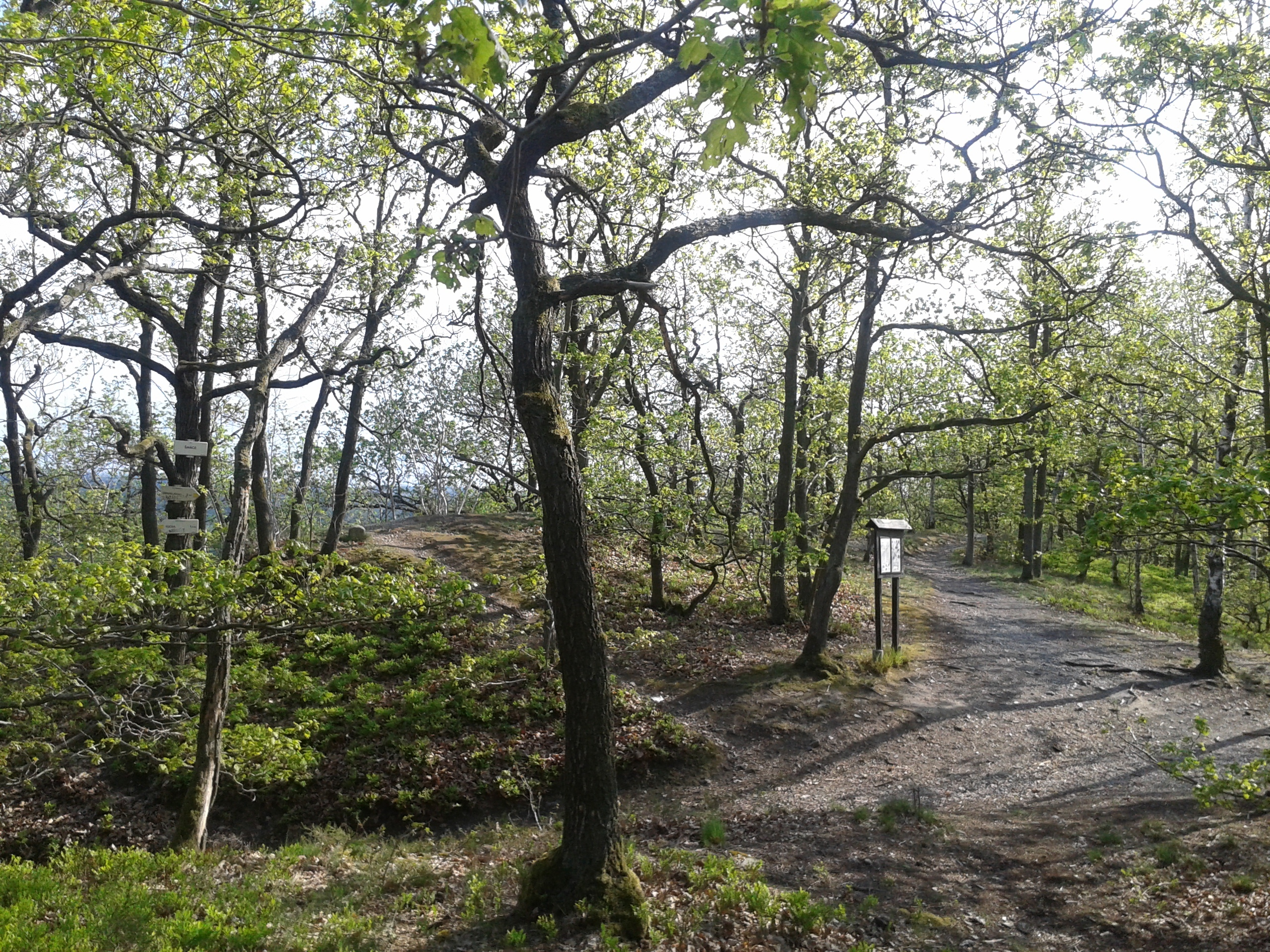
Přírodní rezervace Šance u Točné s naučnou stezkou Keltskou stezkou připomínající i zdejší část kulturní památky oppida Závist

Podobně jako v okolních místech začíná historie osídlení oblasti Točné nejspíš již v době bronzové. To je spjato primárně s vrchem Šance. V 19. a na počátku 20. století bylo hradiště Točná (bývalo ale nesprávně nazýváno Komořanské hradiště) na vrchu Šance považováno za samostatný opevněný celek o výměře asi 15 ha. Ve dvacátých letech 20. století byla odhalena návaznost valů na hradiště Lhota (nesprávně i když obecně nazývané nad Závistí, či jen Závist) na vrchu Hradiště na valy hradiště na Šancích do jedné pevnostní soustavy - Hradiště Lhota-Točná, oppidum Závist. Archeologická sondáž přinesla příliš málo nálezů k potvrzení či vyvrácení jakékoliv hypotézy. Každopádně nálezy střepů knovízské kultury dokládají osídlení lokality na Šancích již v pozdní době bronzové. Styl opevňovacích valů na Šancích, které jsou jasně patrné, je ale výrazně pokročilejší a mladší, takže se předpokládá, že fortifikace vznikla v pozdním laténském období, nejspíš v 1. století př. n. letopočtem.
Paradoxně velmi známé, dobře zpracované a prozkoumané oppidum Závist má na vrchu Šance v katastru obce Točná nejméně jasnou část, která dosud vyvolává řadu otázek. Odpovědi na ně ale může přinést jen celoplošný archeologický výzkum, ke kterému dosud nedošlo.

### Od prvních středověkých zmínek o obci k husitským válkám

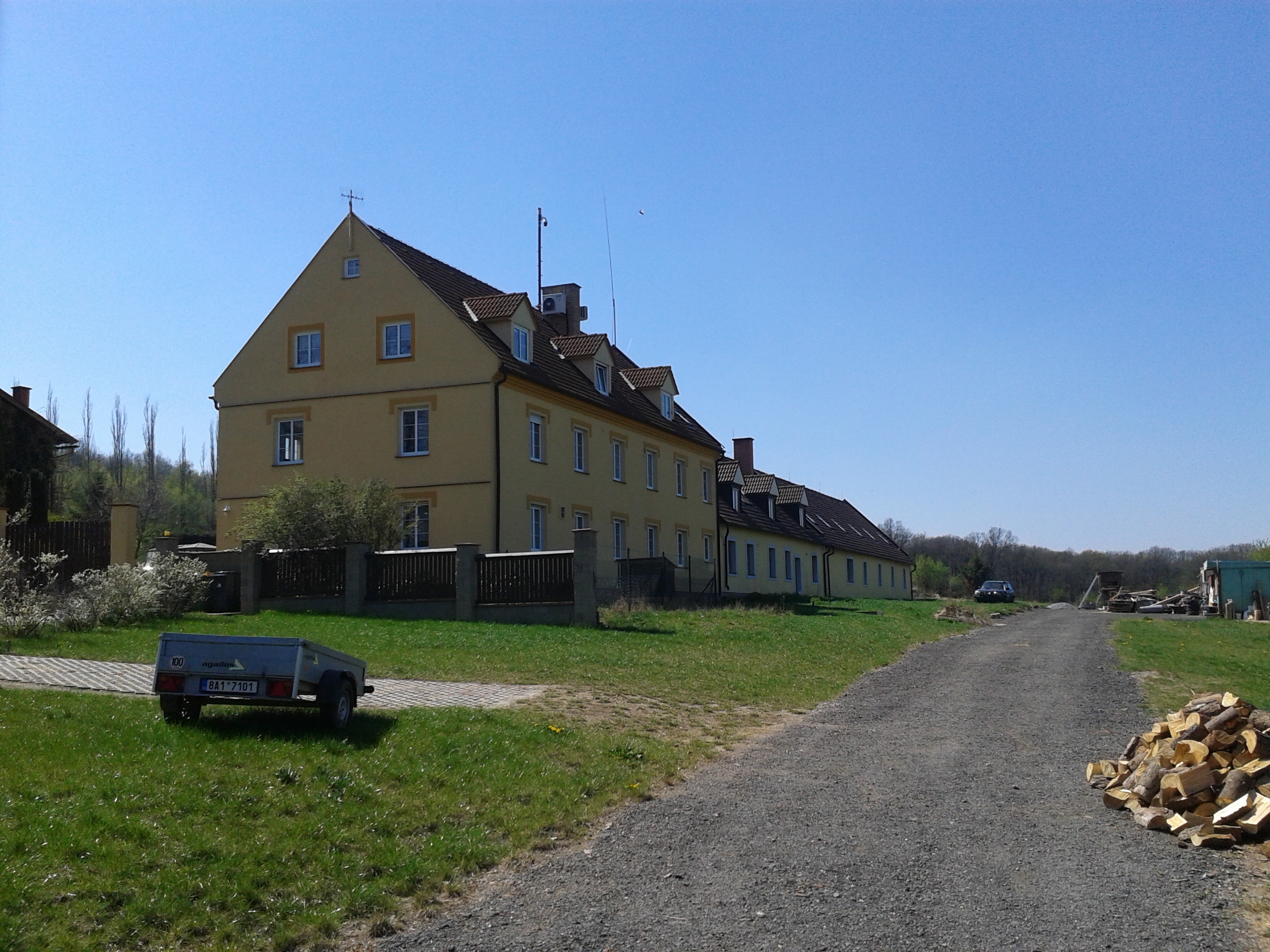
Samota Nouzov mezi obcí a letištěm

Obec je zmiňována nejspíš poprvé v roce 1345 v souvislosti s rychtářem Květoněm z Točné (Quieton de Toschne), který se stal ručitelem rychtáři ze Zlatník. Další zmínka je datovaná rokem 1355, kdy přilehlý dvůr Hostašovice prodal malostranský johanitský klášter klášteru zbraslavskému, do jehož držení se měla Točná dostat později. K roku 1412 je znám pražský měšťan Jakeš z Točné, který měl držet majetky ve vsích kolem Prahy. Zbraslavský klášter měl Točnou s Hostašovicemi v držení až do husitských válek, kdy roku 1420 vsi zabrali pražané.
Válečné události roku 1420 zasáhly významně do celého okolí vsi. Od pozdního jara toho roku, během první křížové výpravy proti husitům pobýval král Zikmund na Zbraslavi. Část jeho vojska využila pro své polní ležení zajišťující spojení s protějším břehem řeky mohutné starověké valy na protilehlém vrchu Šance, které vojáci upravili pro potřeby obrany s využitím palných zbraní, respektive dělostřelectva. Během tohoto roku padla a byla vypálena Zbraslav, Modřany, oba Komořanské dvorce a dobyta tvrz v Dolních Břežanech. Po Zikmundově porážce v bitvě pod Vyšehradem a ústupu jeho vojsk husité vytáhli dobýt nejdůležitější zbývající královskou baštu u Prahy - Nový hrad u Kunratic, který padl po téměř měsíčním zimním obléhání 25. ledna roku 1421. Jak konkrétně se tyto boje a plenění dotkly obcí Cholupice, Hostašovice a Točná není známo, ale s ohledem na rozsah postižení okolních vsí lze předpokládat, že se válečné události nevyhnuly ani jim.
Další události, které se mohly historie obce dotknout ve smyslu jejího opakovaného poničení souvisejí s doloženým výskytem vojska v Regionu. Lze tedy uvažovat o březnu 1427, kdy u Modřan stanula táborská a sirotčí vojska a požadovala otevření vstupu do Prahy, což jim zatím pražané odepřeli. Druhou doloženou událostí se stala 23. dubna 1429 bitva u Zbraslavi/Modřan, kdy na brodu přes Vltavu došlo k přepadení novoměstských pražanů výpravou katolických pánů Habarta z Aldaru a na Týřově, Jana Šmikouského ze Žďáru a Fridricha z Donína se 154 jezdci. Před úplnou porážkou novoměstské zachránily posily staroměstských pražanů, ale i tak získali katolíci tučné výkupné. Obec ale mohla postihnou zničující návštěva vojska i kdykoliv jindy, neboť jak nedaleký Karlštejn, tak Šternberské panství na Sázavě včetně Konopiště, zůstalo po celou dobu katolické. Mimo to různé husitské frakce často válčily i mezi sebou.
Roku 1436 se na krátký čas Točná i s Hostašovicemi dostali zpět do vlastnictví zbraslavského kláštera, nicméně zadlužený císař Zikmund je obratem zabavil a obě klášterní vsi zastavil za 200 kop grošů Dětřichu Tluksovi.

### Střídání majitelů až k držení Hýzrlů z Chodů
Následovalo období střídání vlastníků o němž je pouze málo dochovaných zpráv. Lze předpokládat, že se obce vrátili do majetku zbraslavského kláštera poté, co roku 1454 nařídil král Ladislav Habsburský, řečený Pohrobek vrátit klášteru statky, které jeho děd Zikmund odebral a zastavil. Poté zemi postihla druhá vlna válek, nejprve krále Jiří z Poděbrad proti katolické Zelenohorské jednotě, která záhy přerostla v křížovou výpravu a česko-uherské války. Zchudlý zbraslavský klášter pak roku 1476 rozprodal značnou část pravobřežních pozemků a vesnic Bendovi z Nečtin. Točná není explicitně jmenována, ale lze předpokládat, že někdy v této turbulentní době se dostala do soukromých rukou.
Každopádně před rokem 1526 měl Točnou a dvůr Hostašovice v zástavě Jan Mládek a někdy poté, nejpozději však roku 1552 se stávají se majetkem rodu Hýzrlů z Chodů. Jisté je, že právě roku 1552 potvrdil král Ferdinand I. Albrechtovi Hýzrlovi z Chodů a jeho bratrům držení vsí Točné a Hostašovic. Zda a jak se Točné dotkl dlouholetý spor mezi Adamem a následně Janem Hýzrlem z Chodů na jedné straně a opatem zbraslavského kláštera a jeho modřanskými poddanými na straně druhé o sporné hraniční pozemky, není známo. Konflikt z let 1586–1587 dospěl do stavu lokální příhraniční války, kterou Adam Hýzrle z Chodů v srpnu 1586 zaplatil životem. Jeho nástupce Jan „Usekaný“ Hýzrle z Chodů pán na Cholupicích a Popovicích si v polovině května 1587 svolal své poddané rychtáře a sedláky z Cholupic, Kunratic, Písnice a Točné, aby mu ukázali hranice panství, přičemž se opět dostal do sporu a střetu s modřanskými poddanými. Spor se pak soudně táhl léta.
Po Janově smrti roku 1596 zdědila jeho statky manželka, která je měla následně předat Jindřichovi Hýzrlemu z Chodů. Tento známý voják pak panství roku 1597 obratem prodal místokancléři Království českého, Kryštofovi Želínskému ze Sebuzína.
Roku 1622 koupil Točnou jako levný konfiskát opět zbraslavský klášter.

### Po zrušení poddanství

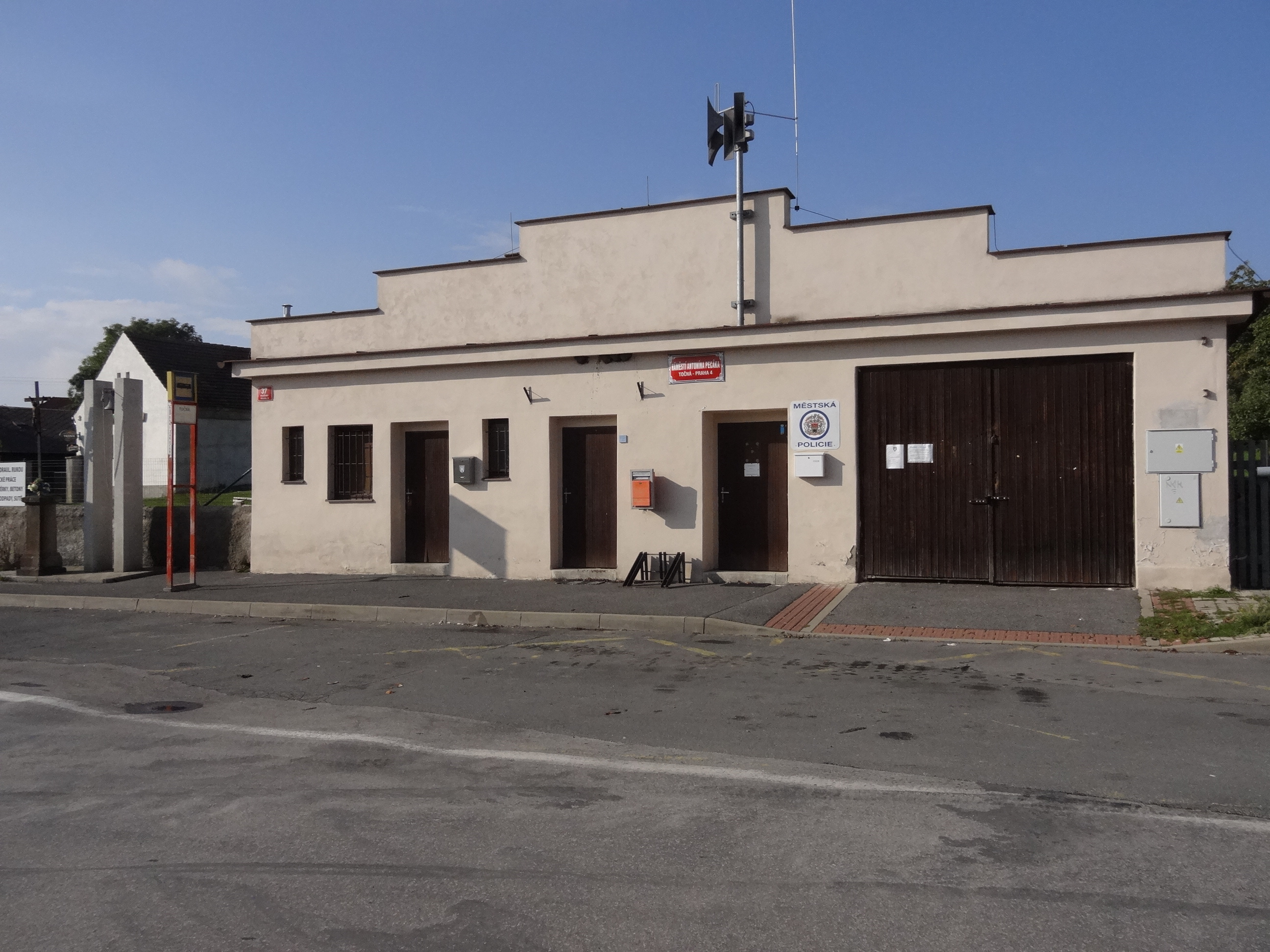
Okrsková služebna Městské policie Praha na Náměstí Antonína Pecáka bývala dříve zdejší hasičskou zbrojnicí. Jedná se o budovu postavenou roku 1950 vedle místa původní hasičské zbrojnice.

Při zavedení obecního zřízení roku 1850 zůstal součástí politické obce Točná i Komořanský statek/zámek s přilehlými hospodářskými budovami (obec se statkem patřily dohromady již od dob, kdy Komořany patřily zbraslavskému klášteru) a větší část osady Závist (nyní součást katastrálního území Zbraslav). Díky tomuto spojení je jako zdejší rodák uváděný známý český architekt a malíř Karel Vítězslav Mašek, který se dle matričního zápisu narodil 1. září 1865 v Točné č. p. 1 - tedy v Komořanském zámku, kde byl jeho otec revírníkem. V této době bylo na Točné 39 domů a 293 obyvatel.
Ještě roku 1898, byly v jubilejní publikaci k 50. výročí vlády císaře Františka Josefa I. o Zbraslavsku a Smíchovsku uvedeny tyto údaje: „Komořany, zámek s hospodářskými budovami... Středem zahrad vede dráha Modřansko-Dobříšská při skalnatém břehu Vltavském až k Závisti. Místní i katastrální obec Točná. Farou, školou i poštou náleží dvůr, kde obývá 40 dělníků zemědělských, do Modřan, poštou ke Zbraslavi.“  Údaje k obci: „Místní i katastrální obec s 53 domy a 583 obyvateli, zemědělci a dělníky, z nichž někteří zaměstnávají se v cukrovaru Modřanském, jiní většinou zruční stavební dělníci na práci do Prahy chodí. Fara v Modřanech, škola v (Dolních) Břežanech (okr. Jílové), pošta na Zbraslavi.“
Roku 1904 byl založený místní sbor dobrovolných hasičů, který fungoval až do roku 1914, kdy většina jeho mladých a zdravých mužů narukovala do císařské a královské armády.

### První světová válka

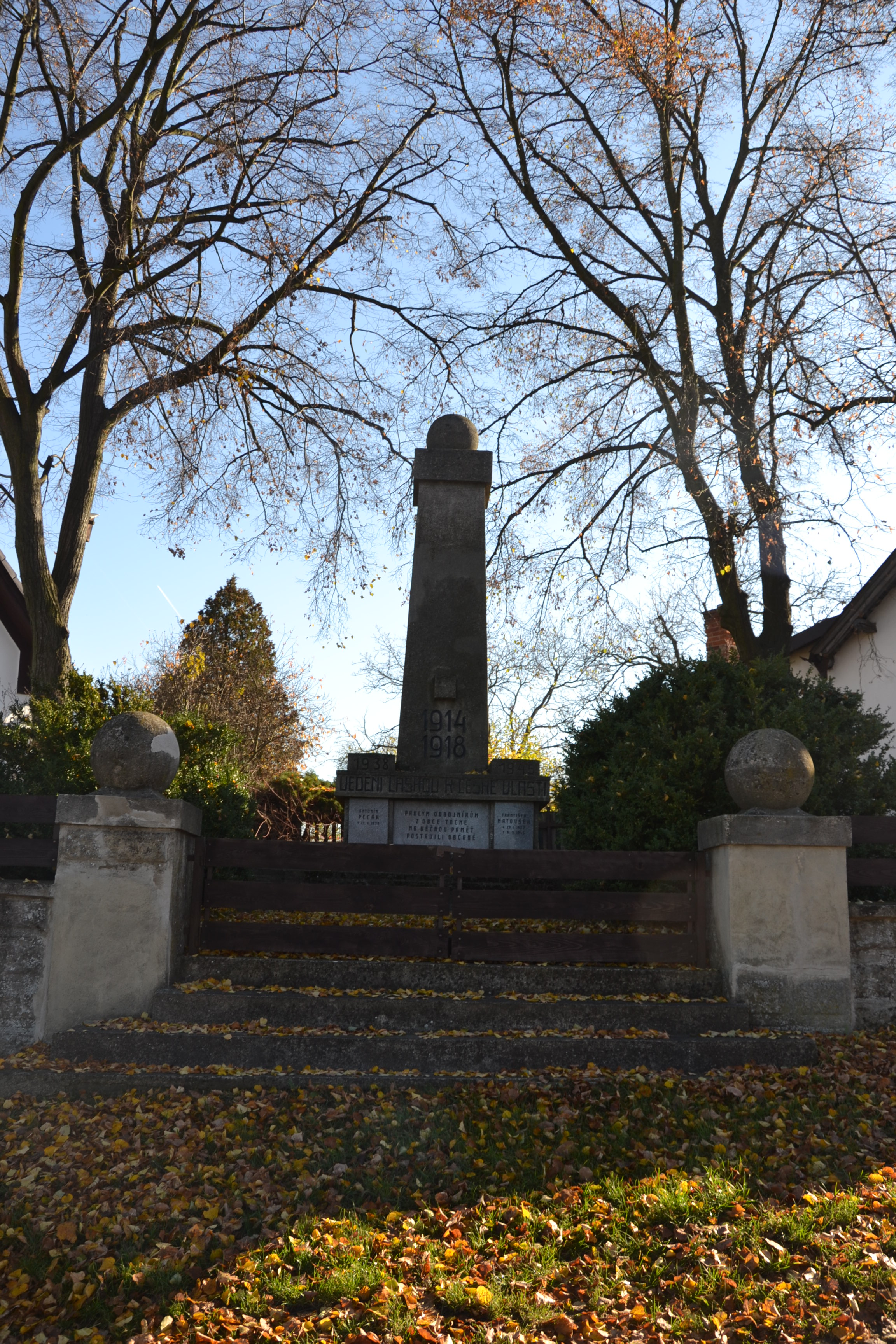
Točenský pomník padlým v obou světových válkách

Vypuknutí světové války, jak se v té době užívalo, postihlo obec stejně tragicky jako celé rakousko-uherské soustátí. Češi rukovali většinou bez nadšení, ale stejně jako ostatní s vírou, že budou do Vánoc doma. Muži žijící na Točné, respektive mající zde domovskou příslušnost, spadali do odvodního okrsku Praha, takže pokud nedošlo k nějaké výjimce, byli odváděni k pěšímu pluku č. 28 nazývaného též „Pražské děti“, nebo k zeměbraneckému (od roku 1917 střeleckému) pěšímu pluku č. 8, případně k domobraneckému pěšímu pluku č. 8. Většina odvedenců končila u jedné z pěchotních jednotek, které měly největší ztráty a byly průběžně doplňovány. Část odvedenců ale mohla narukovat i k jezdeckým formacím, zvláště pokud měl odvedenec zkušenosti s koňmi. Pro obyvatele vsi spadali odvodním okrskem pod vojenské velitelství VIII. "pražského" sboru, které disponovalo z jezdectva dragounskými pluky č. 2, 7, 10 a 14. a zeměbranecký hulánský pluk č. 6. Dělostřelecké jednotky VIII. „pražského“ sboru představovaly: divizion těžkých houfnic č. 8, polní houfnicový pluk č. 8, pevnostní dělostřelecký prapor č. 9, polní kanónové pluky č. 22, 23 a 24, zeměbranecké polní houfnicové diviziony č. 21 a 44, zeměbranecké polní kanónové diviziony č. 21 a 44 a pluk horských děl č. 8. Dále pod pražský sbor spadaly zákopnický prapor, ženijní prapor a vozatajský divizion, všechny s číslem 8. Vedle těchto jednotek mohli odvedenci skončit v některé z dalších specializací, které neměly přidělen konkrétní odvodní obvod, a samozřejmě existovaly četné výjimky.
Do Točné se dle místního pomníku nevrátilo 14 místních vojáků: Václav, Karel, Jan a Josef Růžičkovi, Václav Škarohlíd, Ladislav Malý, Josef Loučka, Antonín Anděl, Josef Bárta, Václav Hodina, Karel Skopový, František Korynta (dle VÚA možná varianta jména Korintar), Antonín Tůma a Jan Fettr. K tomuto výčtu můžeme ještě přičíst místního rodáka Otokara Borta, bydlícího ale na Žižkově, který padl 10. srpna 1917 v Rumunsku jako příslušník dragounského pluku č. 2 a jehož jméno na pomníku nenajdeme.
Z točenských rodáků se během světové války dostali do československých legií tři muži: Josef Dvořák a Karel Sazima byli příslušníky 34. pěšího pluku čs. legie v Itálii a Josef Oliva byl nejpozději od poloviny dubna 1918 příslušníkem čs. legie v Rusku, odkud ale 30. listopadu 1918 přešel k Rudé armádě. Tito legionáři se do vlasti vrátili a Josef Oliva se později vyznamenal během 2. světové války.
Pomník padlým ve světové válce vybudoval v letech 1920–1922 místní spolek dobrovolných hasičů, který obnovil svoji činnost.

### Po druhé světové válce

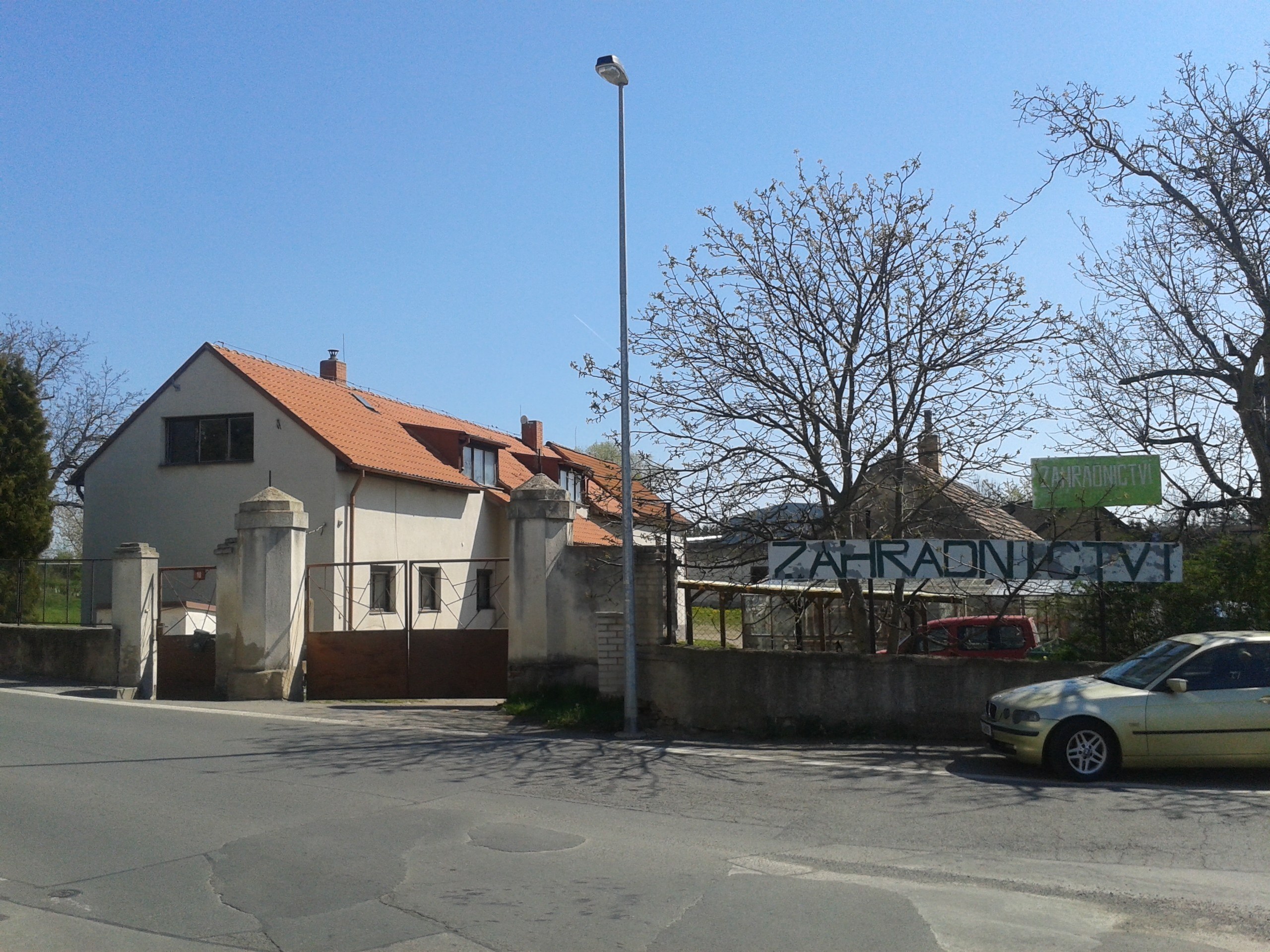
Zahradnictví Junek v budově jednoho ze statků, které tvořily jádro vsi

Po druhé světové válce, od roku 1947, usiloval MNV Modřany o převedení Komořan z obce Točná do Modřan. Komořany se totiž mezitím rozrostly na samostatnou obec. Ke oddělení katastrů došlo roku 1957 - Komořany byly přičleněny k Modřanům a Závist, jejíž většina dosud také připadala k Točné byla připojena ke Zbraslavi. Točenský katastr se tím značně zmenšil, přestože nešlo pouze o územní ztráty, neboť jeho hranice vedoucí Břežanským údolím se zarovnala podél tamní silnice. Roku 1960 byla Točná připojena k obci Cholupice. Díky tomuto spojení obcí byla mezi nimi vybudována asfaltová silnice na místě původní polní cesty. Roku 1974 byla celá obec Cholupice včetně Točné připojena k hlavnímu městu Praze. Roku 1976 byl v obci zrušen místní národní výbor a obě vsi připadly pod přímou působnost MNV v Modřanech, na jehož působnost navazuje dnešní městská část Praha 12. Pozůstatkem po někdejším umístění místního národního výboru v Točné je ulice K výboru, pojmenovaná roku 1974.

## Významní rodáci
- Karel Vítězslav Mašek – český malíř
- PhDr. Jiří Tichota – český hudebník

## Příroda

### Přírodní rezervace Šance

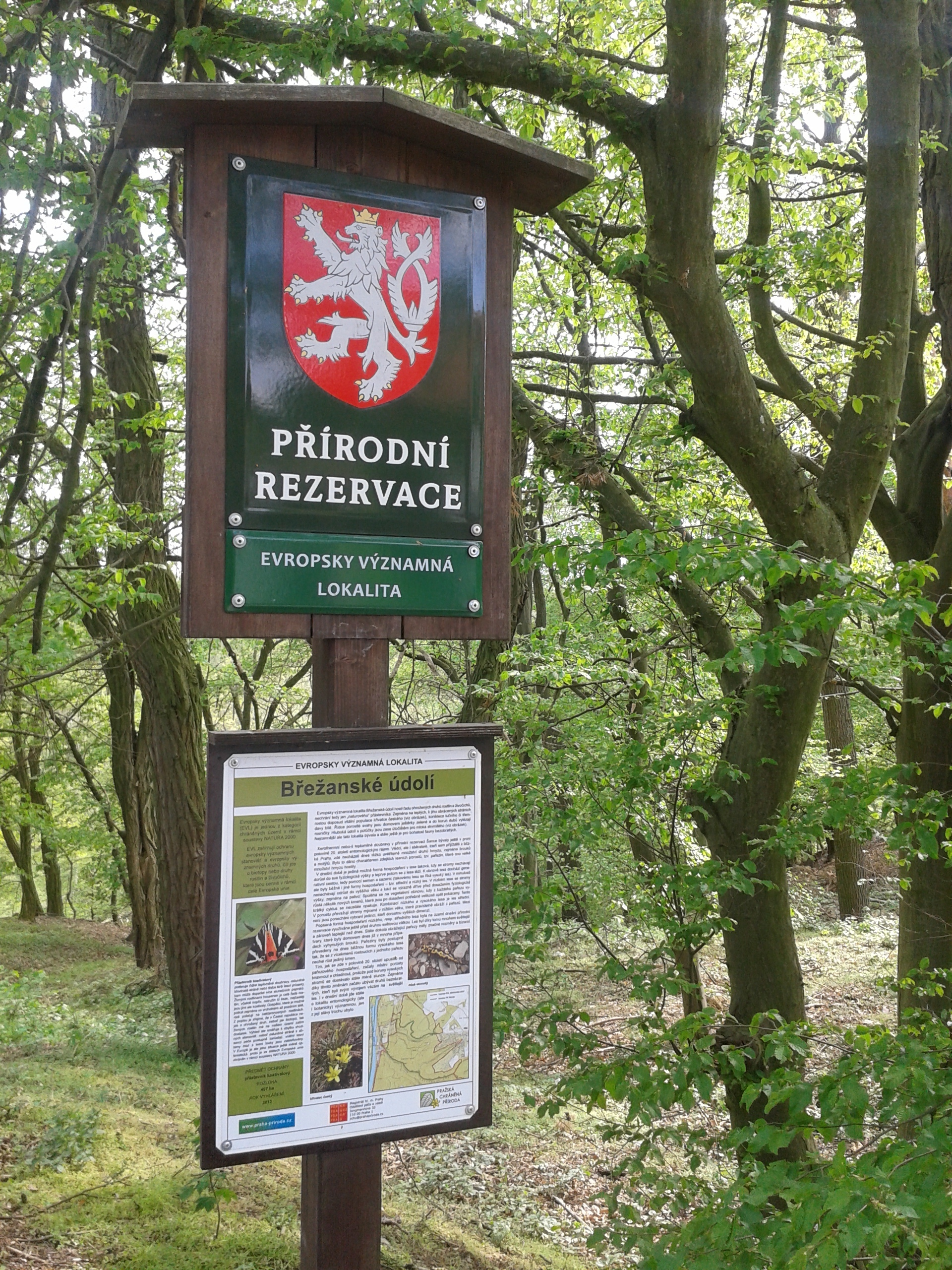
Točenská rokle (součást přírodní rezervace Šance, jejíž název na tabulce poněkud absentuje) se značkou Evropsky významná lokalita Břežanské údolí

Točná a její okolí je velmi zajímavá i z hlediska přírodních památek. Je jedinou obcí na pravém břehu Vltavy, která leží zároveň v Praze a zároveň v Brdské vrchovině. Do ní, respektive mezi území Brdských Hřebenů, patří severní část obce ležící mezi vrchy Čihadlo o nadmořské výšce 385 metrů a Šance o nadmořské výšce 385 metrů. Točná i celé její katastrální území leží v přírodním parku Modřanská rokle-Cholupice. Vedle obce, a částečně i ve vsi samé (Točenská rokle rozdělující ves na dvě poloviny Točenským potokem je součástí rezervace), se nachází přírodní rezervace Šance, která je nejen nejvýznamnější (z hlediska ochrany přírody) částí zmíněného přírodního parku, ale i místem výskytu vzácných chráněných druhů. Jižní svah Šancí je zároveň severní polovinou Břežanského údolí, které bylo v rámci celoevropsky chráněných území soustavy Natura 2000 vyhlášeno evropsky významnou lokalitou. V jižní polovině Břežanského údolí pak na přírodní park Modřanská rokle-Cholupice navazuje přírodní park Střed Čech.
Z chráněných druhů je nejdůležitější motýl přástevník kostivalový (Callimorpha quadripunctaria), chráněné jsou ale i další zde žijící druhy jako třeba krajník hnědý (Calosoma inquisitor), nebo řada motýlů: otakárek fenyklový (Papilio machaon) otakárek ovocný (Iphiclides podalirius), batolec červený (Apatura ilia) a bělopásek topolový (Limenitis populi). Výskyt množství druhů motýlů a brouků dokládá i fakt, že zde entomolog František Antonín Nickerl mimo jiné objevil hnědáska černýšového (Melitaea aurelia), jeho žák Emanuel Lokay pak vzácného brouka žijícího mezi mravenci (Centrotoma lucifuga). Ze zde pracujících entomologů dosáhl světové proslulosti Otakar Nickerl, syn Františka Antonína Nickerla.
Rozmanitá je i zdejší ptačí populace, z níž jsou mezi ohrožené druhy patří strakapoud prostřední (Dendrocopos medius) nebo ťuhýk obecný (Lanius collurio). Ze savců je zde množství veverek (Sciurus vulgaris), drobných hlodavců, divokých králíků (Oryctolagus cuniculus) a zajíců (Lepus europaeus). Největší zde žijící zvířata jsou srnec obecný (Capreolus capreolus), prase divoké (Sus scrofa) a muflon (Ovis musimon).
Za pozornost stojí i zdejší geologická dispozice a flóra.

### Potoky a rybníky v katastru obce
V katastru obce Točná jsou v současné době dva rybníky a tři potoky. Jedná se o rybník Točenský rybník (retenční, dříve hasičská, nádrž) na návsi a o rybník Kosiňák. Tyto dva rybníky jsou propojeny Točenským potokem, který údajně pramení někde u dubu v polích mezi Točnou a Cholupicemi (viz památné stromy), teče pod zemí do Kosiňáku. Z něj pak stále pod povrchem pokračuje kolem haly Second Hand Landu do prostoru Junkova statku, odkud teče pod silnicí mezi Marvalův a Smejkalův statek. Protéká v armatuře Marvalovým pozemkem, znovu podbíhá pod cestou a pokračuje pod dětským hřištěm do Točenského rybníka na návsi. Od jeho hráze pak teče již po povrchu Točenskou roklí až k svému ústí do Břežanského potoka poblíž trampské osady Na Place.
Druhý vodoteč v katastru obce je Závistský potok. Ten začíná svoji cestu pod Točenskou čističkou odpadních vod u bývalých vojenských bytovek a teče údolím Kálek mezi vrchy Čihadlo a Šance, podél ulice Branišovská k Závisti. U Závisti se přes jeho údolíčko v lese klene mostek po němž původně vedla hlavní komunikace mezi Zbraslaví, Závistí a Komořany. Obtéká většinu osady Závist a naproti Zbraslavi vtéká do Vltavy.
Třetí potůček - Podtočenský potok se nachází v údolí Na Dolech, které odděluje katastr Točné od katastru Dolních Břežan. Potůček má vícero pramenišť, většina se nachází na východní straně údolí, v místě zvaném V Olšičkách, podle olší rostoucích ve výběžku lesa, který se táhne až k ulici Branišovská a navazující K Točné, které spojují obě uvedené obce. Nejméně jeden pramen potoka se nachází až za touto silnicí, jíž v armatuře podtéká. Z tohoto místa pak protéká údolím V Olšičkách a navazující strmější roklí Na Dolech (z Točenské strany), respektive Pod Spálenkou (z Břežanské strany), a nedaleko pod studánkou Pod Točnou/Na starém lisu vtéká do Břežanského potoka.
Za pozornost stojí i fakt, že podle map prvního vojenského mapování se v obci nalézalo více rybníčků (veskrze na Točenském potoku, jsou zobrazeny v prostoru Junkovic a Marvalovic statku). Také lze konstatovat, že podle této mapy pramenily na Čihadle u Nouzova i Cholupický potok a také Komořanský potok. Oba toky ale od jejich dřívějšího zdroje definitivně oddělila stavba Komořanského tunelu, takže v současné době sbírají vody až za hranicí točenského katastru.

### Památné stromyv Točné
Katastrální území Točné se může pochlubit největším počtem památných stromů z celé Prahy 12.
| Název                                  | Obrázek | Umístění                               | Druh (Číslo v závorce určuje počet jedinců) | Obvod [v cm] | Kód databáze AOPK ČR wikidata | Galerie                                                                 | Poznámka |
| -------------------------------------- | ------- | -------------------------------------- | ------------------------------------------- | ------------ | ----------------------------- | ----------------------------------------------------------------------- | --- |
| Dub letní u samoty Nouzov v Točné      |         | Točná 49°58′46″ s. š., 14°24′55″ v. d. | dub letní                                   | 320          | 104307 Q26789228              | Kategorie „Dub letní u samoty Nouzov (Točná)“ na Wikimedia Commons      | Na rozhraní lesa a pole severozápadně od samoty Nouzov                                                        |
| Dub severně ulice Branišovské v Točné  |         | Točná 49°58′28″ s. š., 14°25′21″ v. d. | dub letní                                   | 411          | 104830 Q26789421              | Kategorie „Dub letní severně od Branišovské ulice“ na Wikimedia Commons | Východní okraj lesního porostu severně ulice Branišovské, jižně od kóty vrchu Čihadlo                         |
| Dub v polích mezi Točnou a Cholupicemi |         | Točná 49°58′32″ s. š., 14°26′27″ v. d. | dub letní                                   | 240          | 105518 Q26790097              | Kategorie „Dub v polích mezi Točnou a Cholupicemi“ na Wikimedia Commons | V polích mezi Cholupicemi a Točnou, cca 75 m od polní cesty, která propojuje samotu u Točné s Dolními Břežany |
| Dva duby v Točné                       |         | Točná 49°58′19″ s. š., 14°26′1″ v. d.  | dub letní (2)                               | 0            | 104330 Q26778910              | Kategorie „Dva duby v Točné“ na Wikimedia Commons                       | Na rohu ulic Branišovská a K Výboru, při čp. 12                                                               |

Také by se zde našlo větší množství adeptů na zanesení do evidence významných stromů Prahy - lípy před bývalým místním národním výborem, lípy u pomníku obětí obou světových válek, kaštany u božích muk (křížků) v ulici Branišovská a v ulici Ke Starému hřišti a v neposlední řadě Pechova lípa.

## Sport

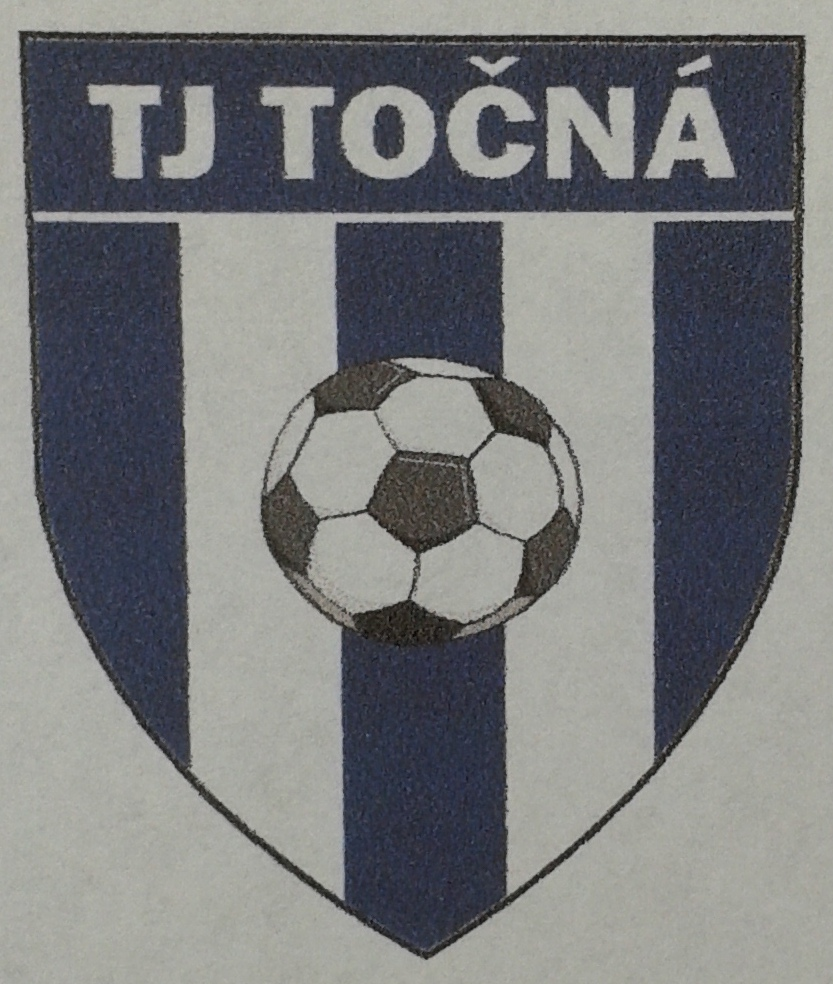
Znak fotbalového klubu TJ Točná

Sport na Točné je v prvé řadě zastoupen místním fotbalovým klubem TJ Točná, který byl založený již roku 1934. Jedná se tedy o klub s dlouholetou tradicí, který je důležitou součástí točenské komunity a například také každoročně pořádá tradiční masopustní průvod s maskami. Mezi nejdůležitější fotbalové události patří místní derby mezi TJ Točná a TJ Sokol Cholupice.
Vedle toho skýtá mnoho dalších možností sportovního vyžití, počínaje turistikou po okolí přes jízdou na horských kolech (bikování) a airsoft až po sportovní plachtění a létání na točenském letišti.
S ohledem na fakt, že Točná je nejseverovýchodnější výspou Brdské vrchoviny, zároveň je součástí Prahy a tedy dostupná městskou hromadnou dopravou a leží v přírodním parku Modřanská rokle-Cholupice a zároveň u přírodní rezervace Šance, je vítaným cílem pro příměstskou turistiku. Různé pochody či běhy, od lokálních po v pravdě mezinárodní, začínají nebo procházejí Točnou. Z místních můžeme uvést tradiční závod v běhu do vrchu Šance nazvaný Železný Kelt (pořádaným Občanský,sdružením Točná) nebo přespolní běh Král Točné - žaludská osma, který je součástí Pražského běžeckého poháru. Také lokální záležitostí jsou Vánoční pochod na letiště Točná pořádaný DTJ Modřanka, a Pochod Pohrom-nicích pořádaný SDH Písnice. Mezi známější pochody patří Pochod Dr. Roberta Šumavského okolo Prahy pořádaný Klubem českých turistů, nebo Pochod Praha-Davle. Dálkový pochod Pražská stovka, který také prochází Točnou (1. ročník na ní dokonce startoval), se řadí spíše mezi ultramaratony, a jeho význam dokládá fakt, že patřil mezi ty závody v České republice, na kterých bylo možné se kvalifikovat na Ultra-Trail du Mont-Blanc. Neméně významný je křesťanskou tradicí inspirovaný pochod/štafetový běh Po stopách kněze Petra z Prahy do Orvieta.

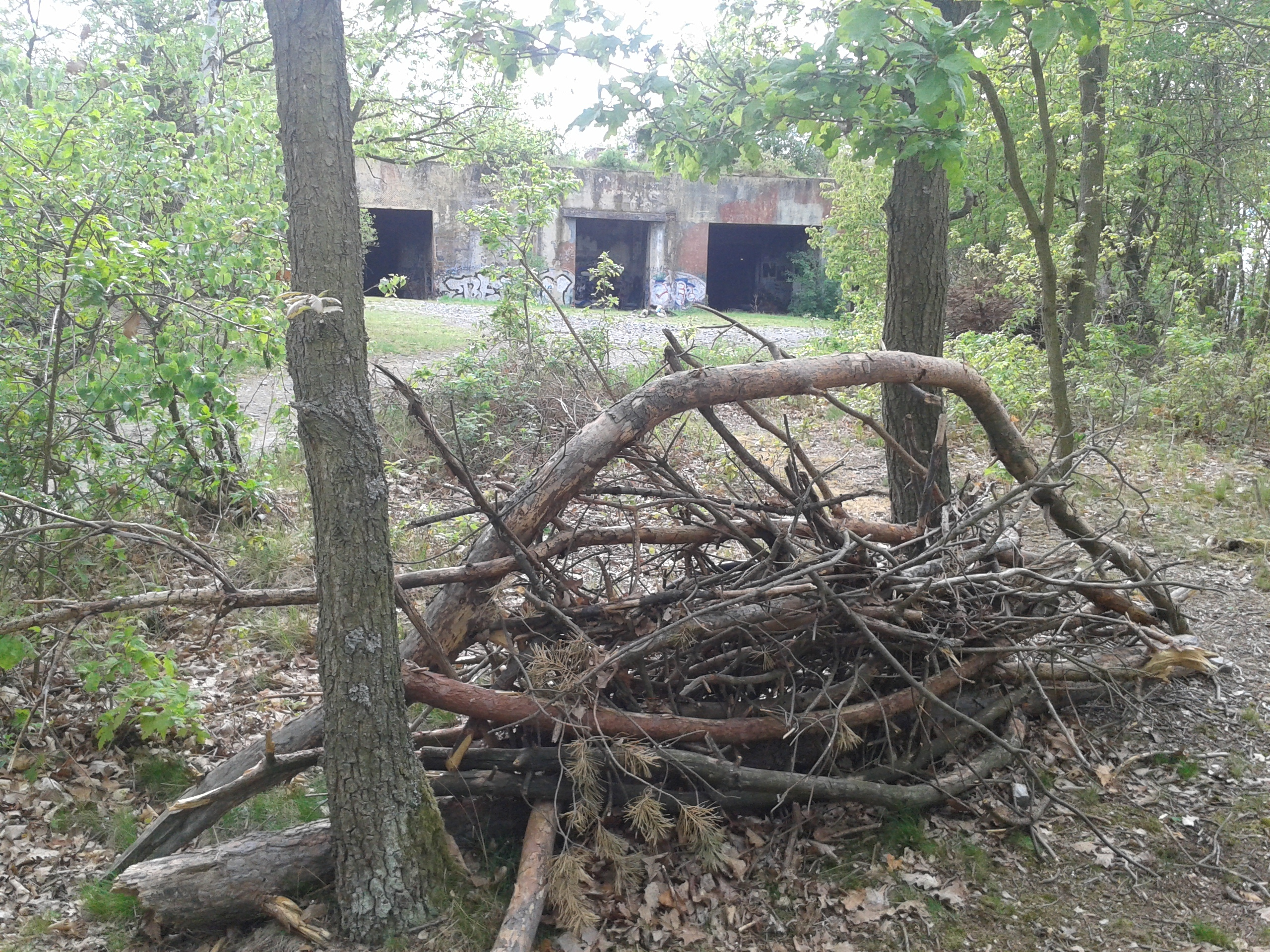
Airsoftové hřiště Točná v bývalém vojenském prostoru na Čihadle

Z "pěších" sportů se na Točné také každou sobotu hraje Airsoft. V části bývalého vojenského prostoru 11. protiletadlového raketového oddílu 71. protiletadlové raketové brigády protivzdušné obrany hlavního města Prahy, včetně betonových krytů na vrchu Čihadlo se nachází Airsoftové hřiště Točná.
Lesní terén kolem Točné a jejích vrchů Šance a Čihadlo oceňují také bikeři. BikePark Točná mezi Nouzovem a točenským letištěm je sice v úzkém výběžku katastru obce Cholupice. ale množství okolních tras využívá hlavně výše zmíněných vrchů. Konají se zde i závody v disciplíně cross country (XC), jmenovitě Trek Bike Night Series, kterých se účastnil i olympijský vítěz Jaroslav Kulhavý. Pro bikerský dorost se pak pořádá na letišti Točná jeden z deseti závodů dětského MTB seriálu Bikeclinic Cup.
Točná je v posledních letech známá i díky motosportu. Nezávislý seriál závodů automobilů do vrchu s názvem EDDA Cup se jede každoročně na trati Zbraslav - Točná. Startuje se v Komořanské ulici u mostu Závodu míru a dále se pokračuje Branišovskou ulicí, lokálně zvanou serpentiny, před Točnou, kde je cíl. Většina závodu tak vede přírodní rezervací Šance po náročné, úzké trati s množstvím prudkých zatáček.
V neposlední řadě ve výčtu sportovních aktivit namůže chybět již několikrát zmiňované letiště Točná. Od roku 1978 se zde téměř každoročně konaly letecké dny a akrobatické soutěže O pohár města Modřan, přičemž první z nich vyhrál budoucí dvojnásobný mistr světa Petr Jirmus, který na Točné také často létal. V současné době je letiště sice neveřejné, nicméně společnost Letecké muzeum Točná s.r.o., která jej od roku 2010 provozuje, u něj vybudovala velké dětské hřiště a poskytuje svůj prostor k množství komunitních aktivit v regionu Prahy 12. Za zmínku stojí fakt, že roku 2018 z letiště Točná při příležitosti 100. výročí vzniku Československé republiky odstartoval k cestě kolem světa pilot Roman Kramařík na letadle Cessna P210N s imatrikulací OK-TGM, kterou úspěšně zakončil na letišti v Letňanech. Samotný Aeroklub Točná, který nabízí leteckou školu s kurzy sportovního létání jak motorového, tak plachtařského, působí paradoxně od roku 2011 na letišti Slaný.

## Fotogalerie

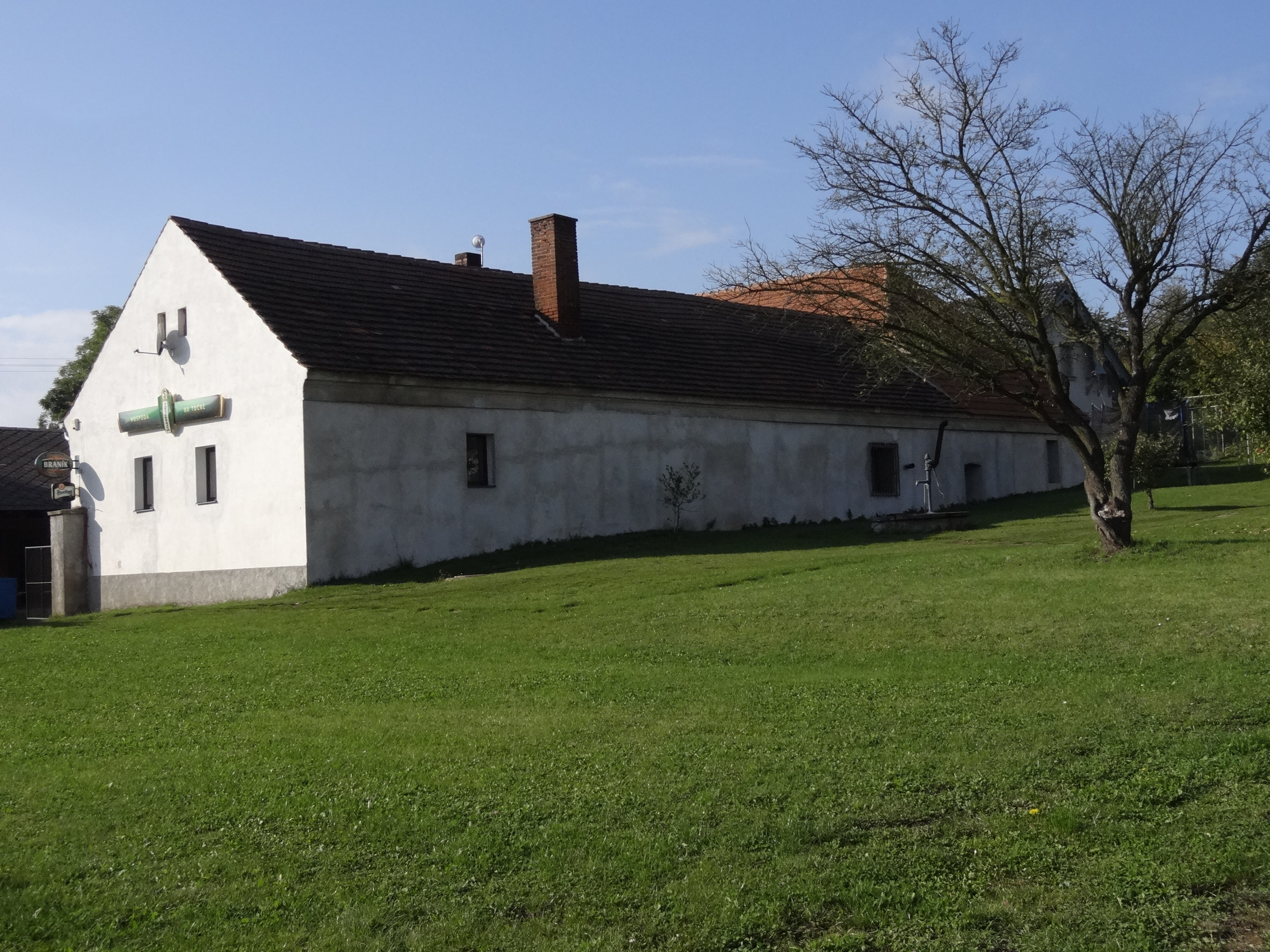
"Hospoda na Točné" v jednom ze statků, které tvořily jádro vsi
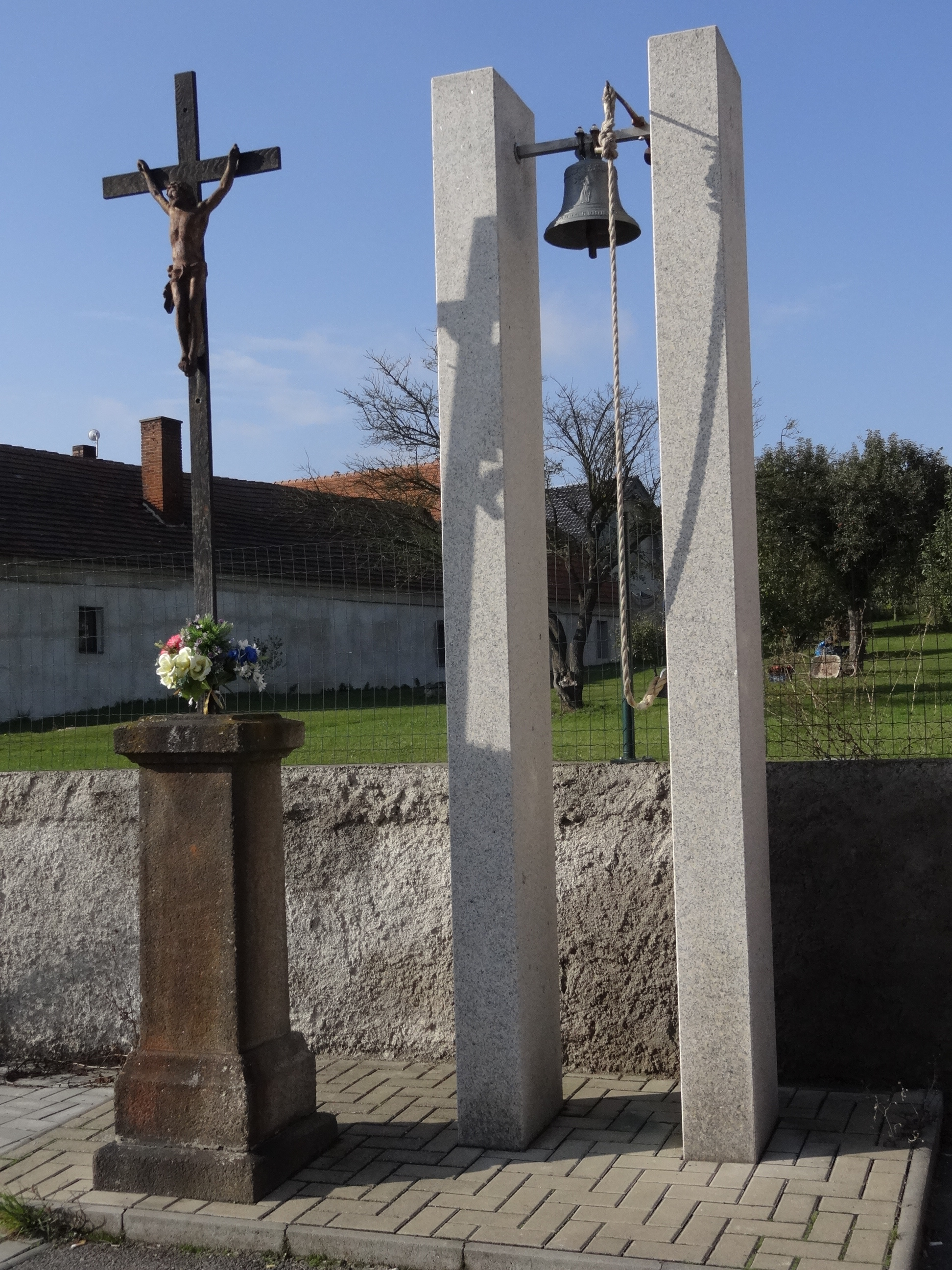
Křížek a zvonička na Náměstí Antonína Pecáka
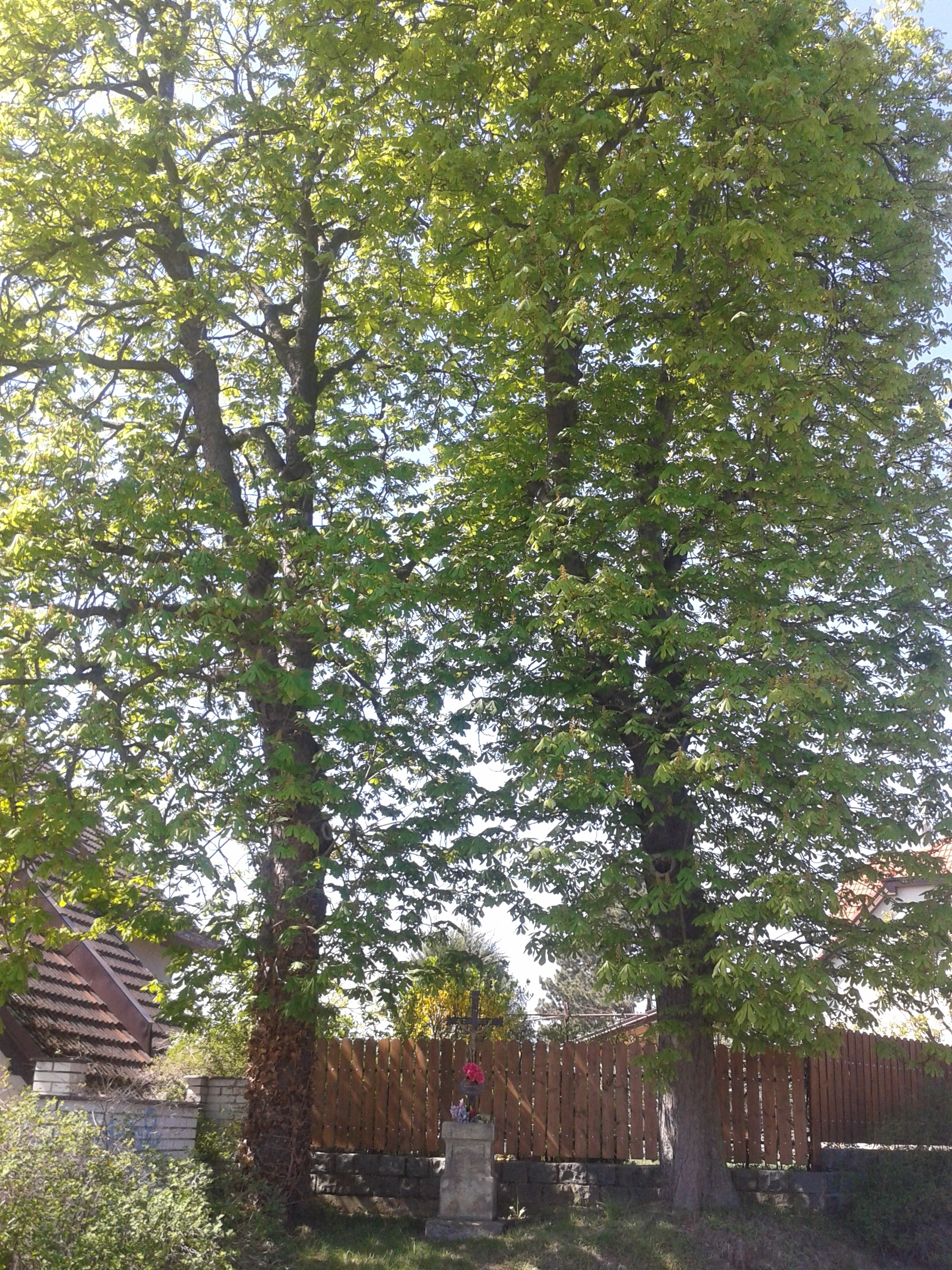
Dvojice vzrostlých kaštanů u božích muk z 19. století na křižovatce ulic Branišovská a U Čihadel
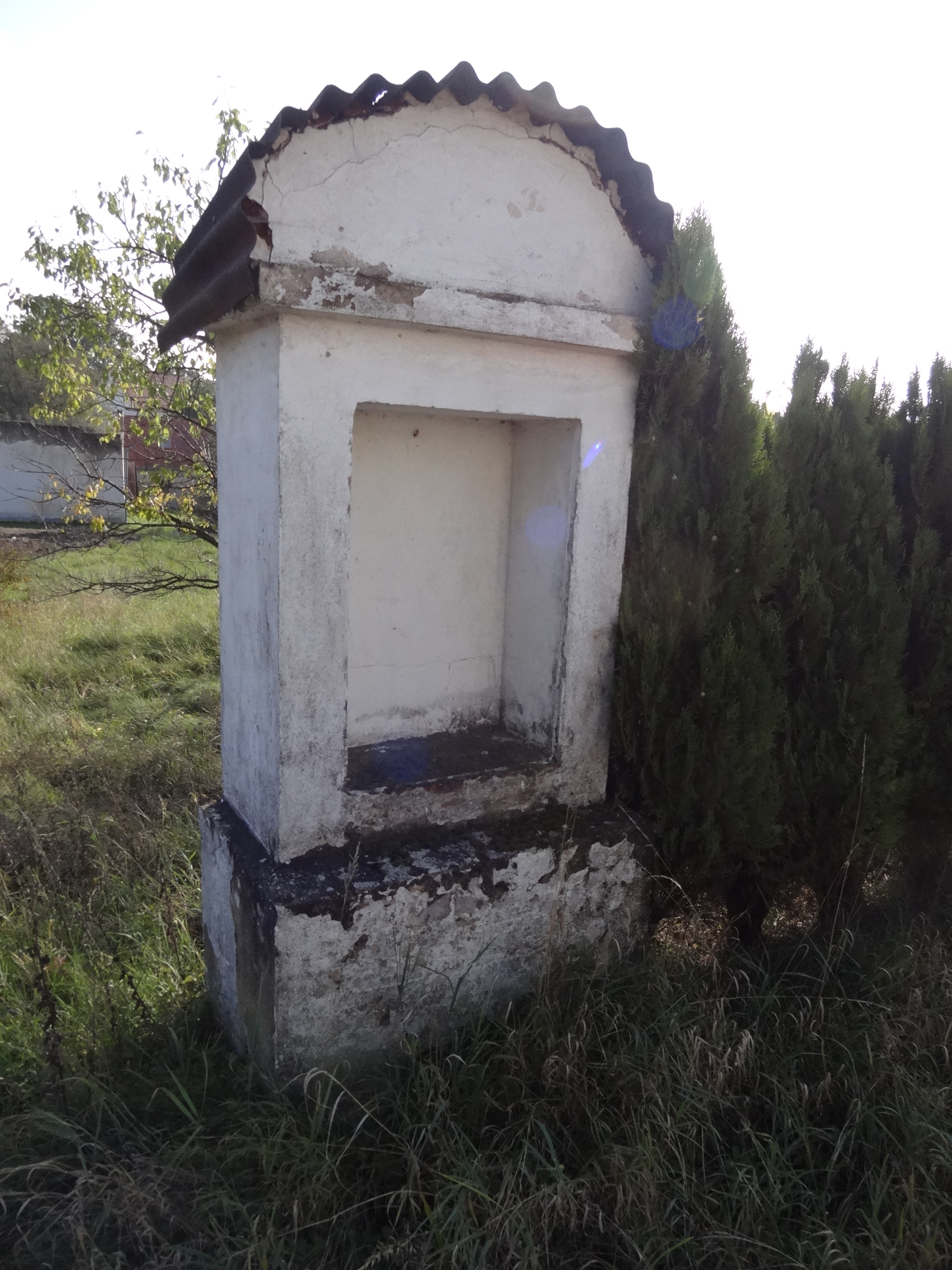
Svatováclavskou kapličku v Hrazanské ulici nechal postavit a vysvětit sedlák Zdeněk Junek v roce 1944 na památku svého utopeného bratra Václava
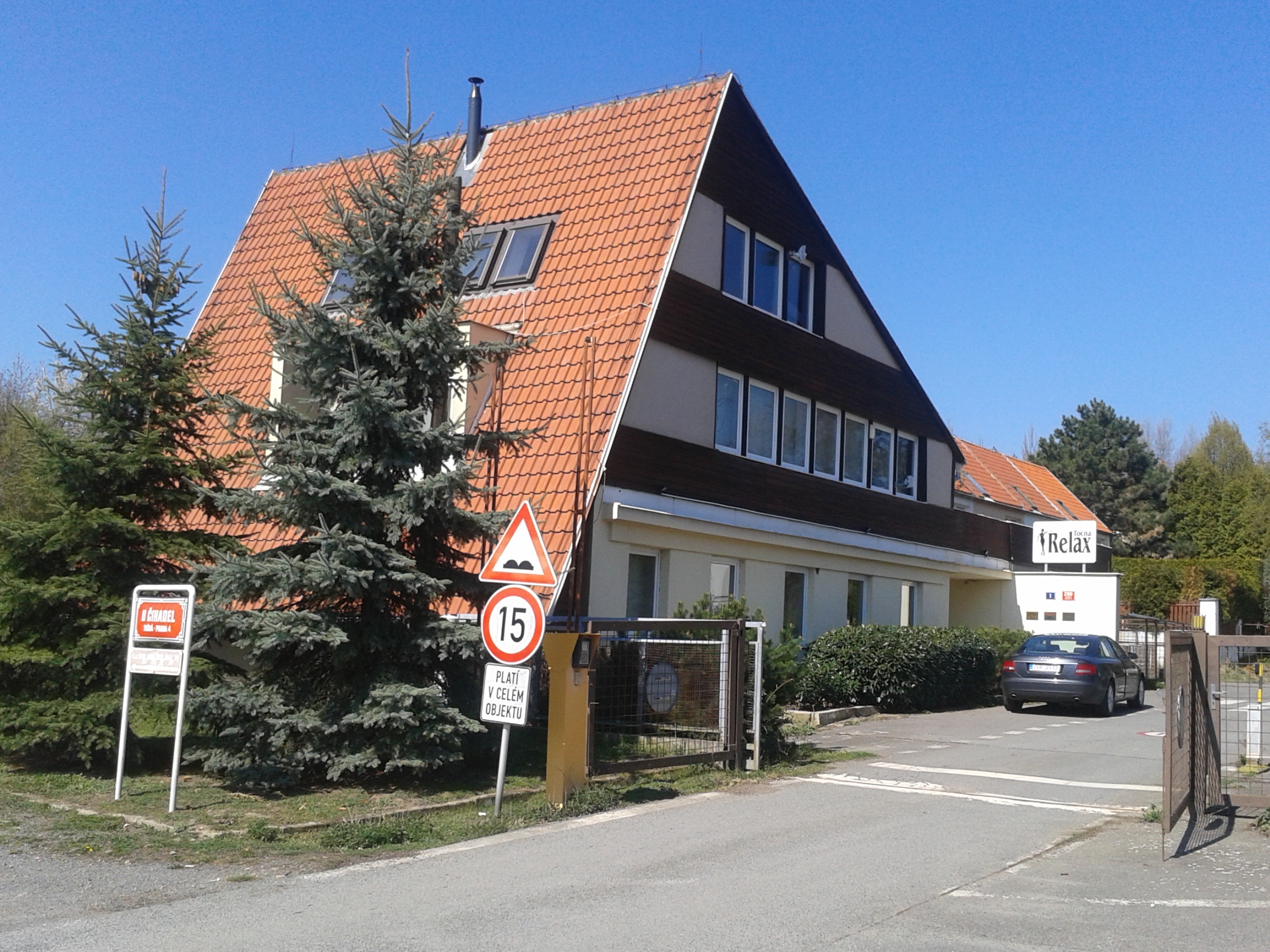
Wellnes centrum Relax Točná v dřívější hlavní budově cihelny
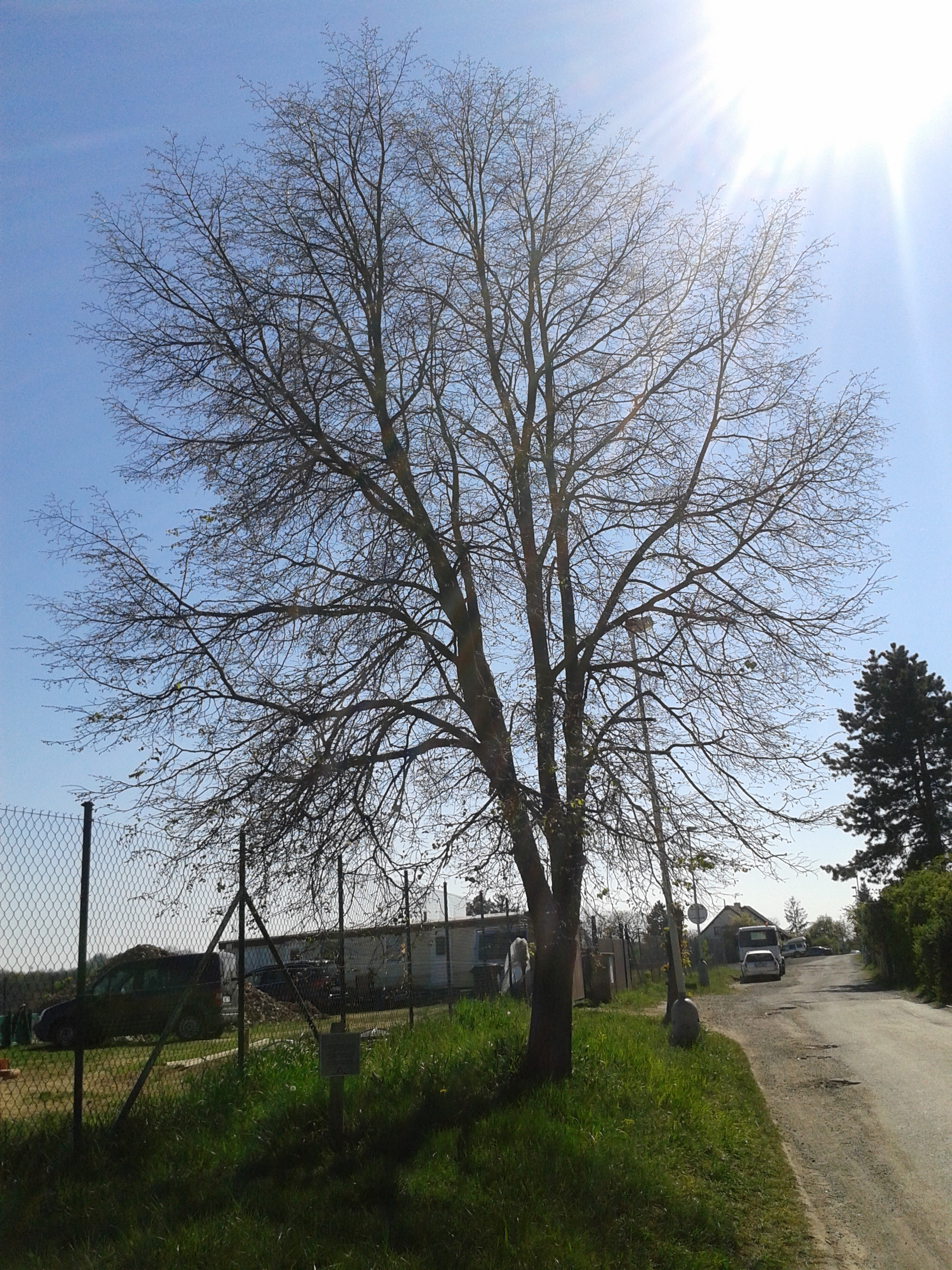
Lípa srdčitá zasazená Karlem Pechem u jeho domu a pamětní deska
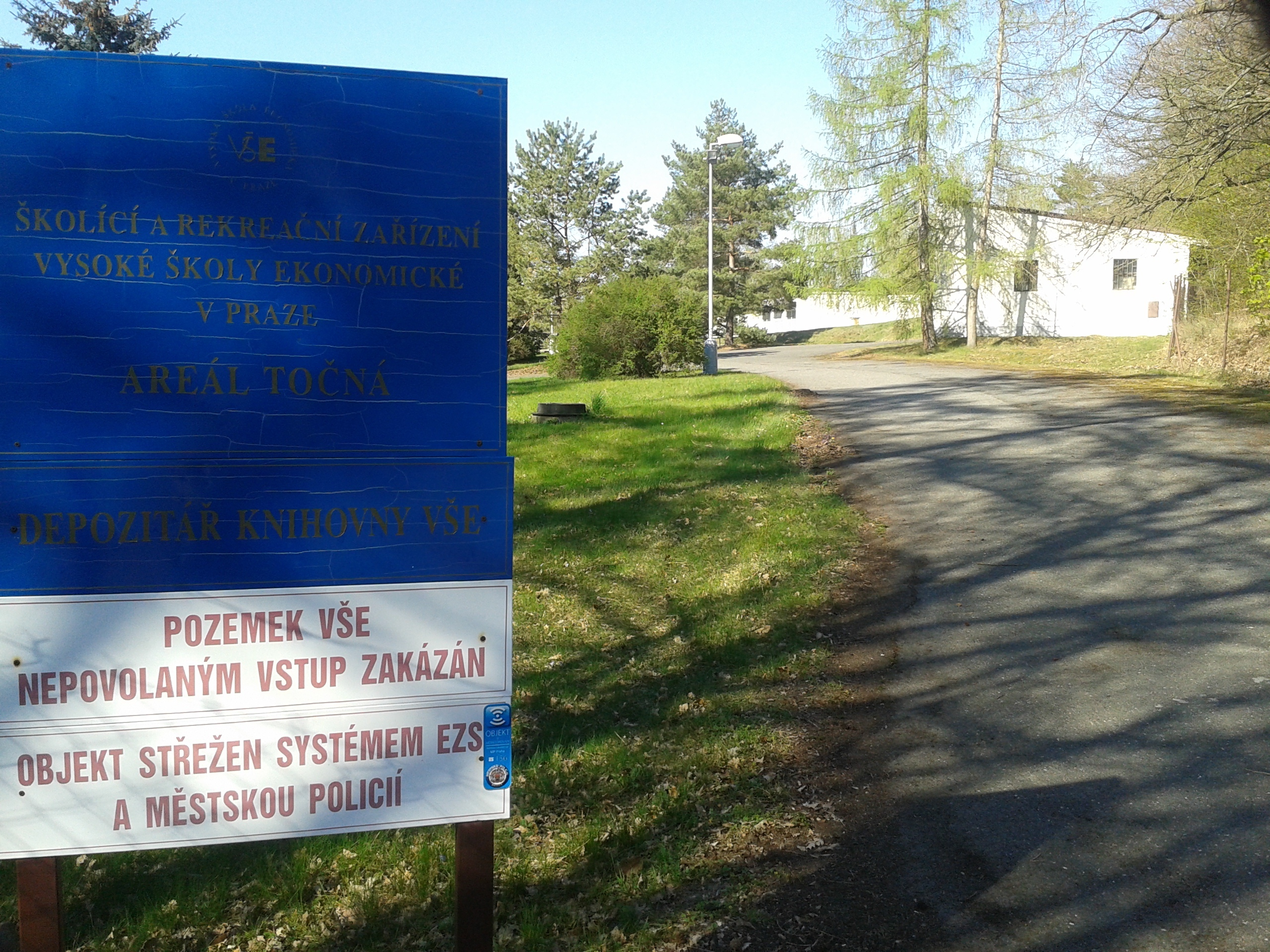
Školicí a rekreační zařízení Vysoké školy ekonomické v Praze a depozitář její knihovny - Areál Točná
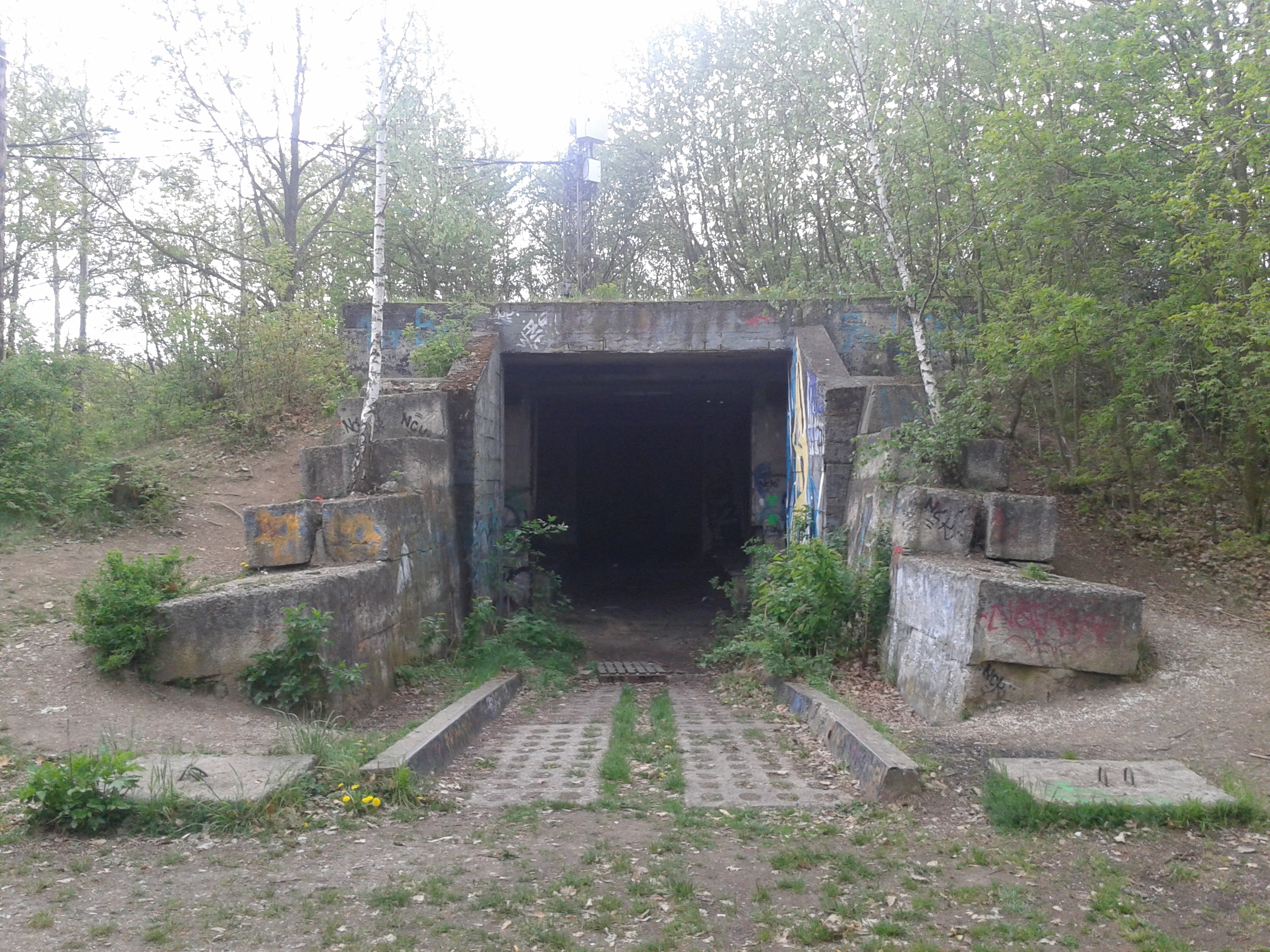
Airsoftové hřiště Točná v bývalém vojenském prostoru 11. protiletadlového raketového oddílu 71. protiletadlové raketové brigády protivzdušné obrany hlavního města Prahy.
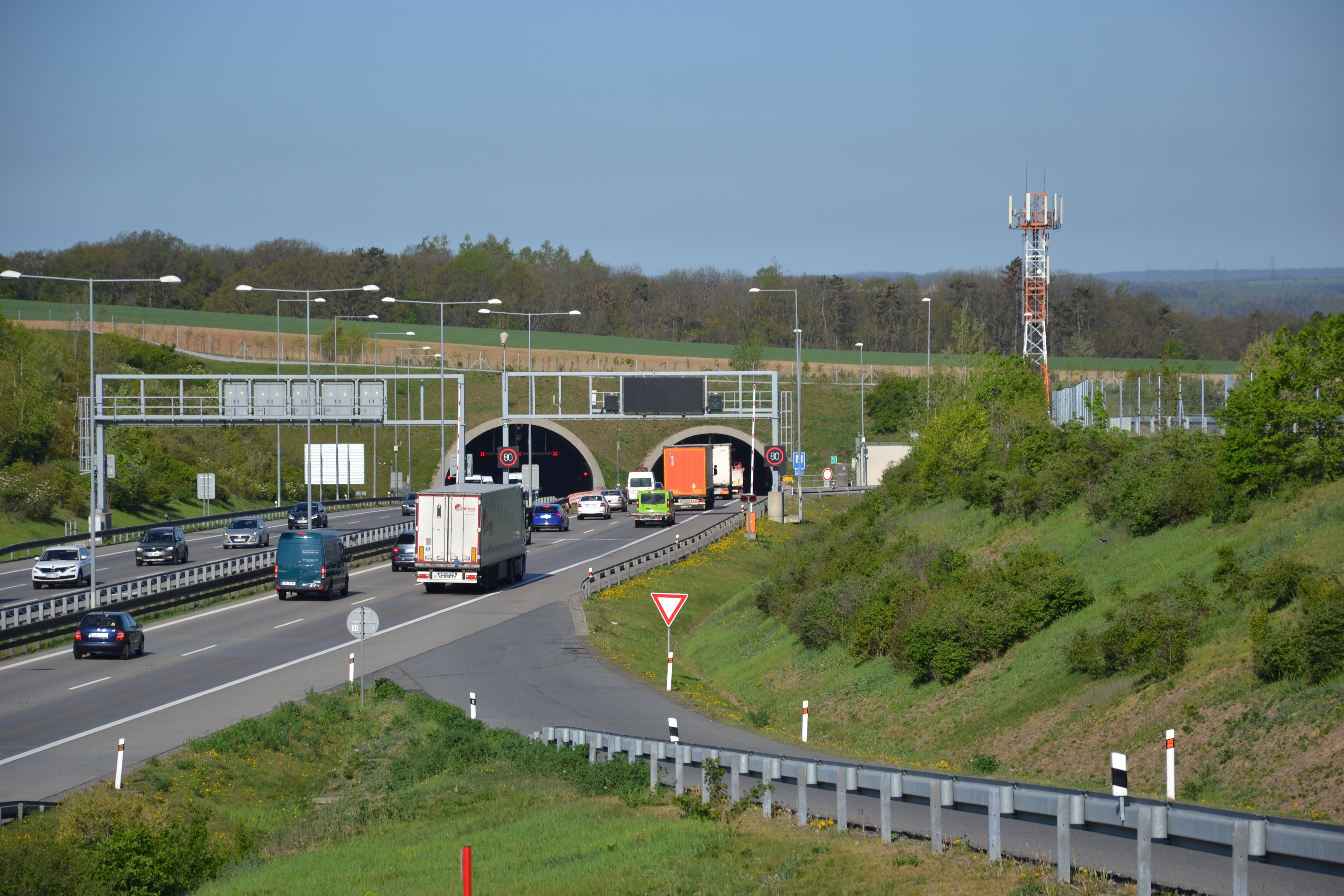
Ústí Komořanského tunelu v katastru obce Točná, mezi Točnou a Cholupice
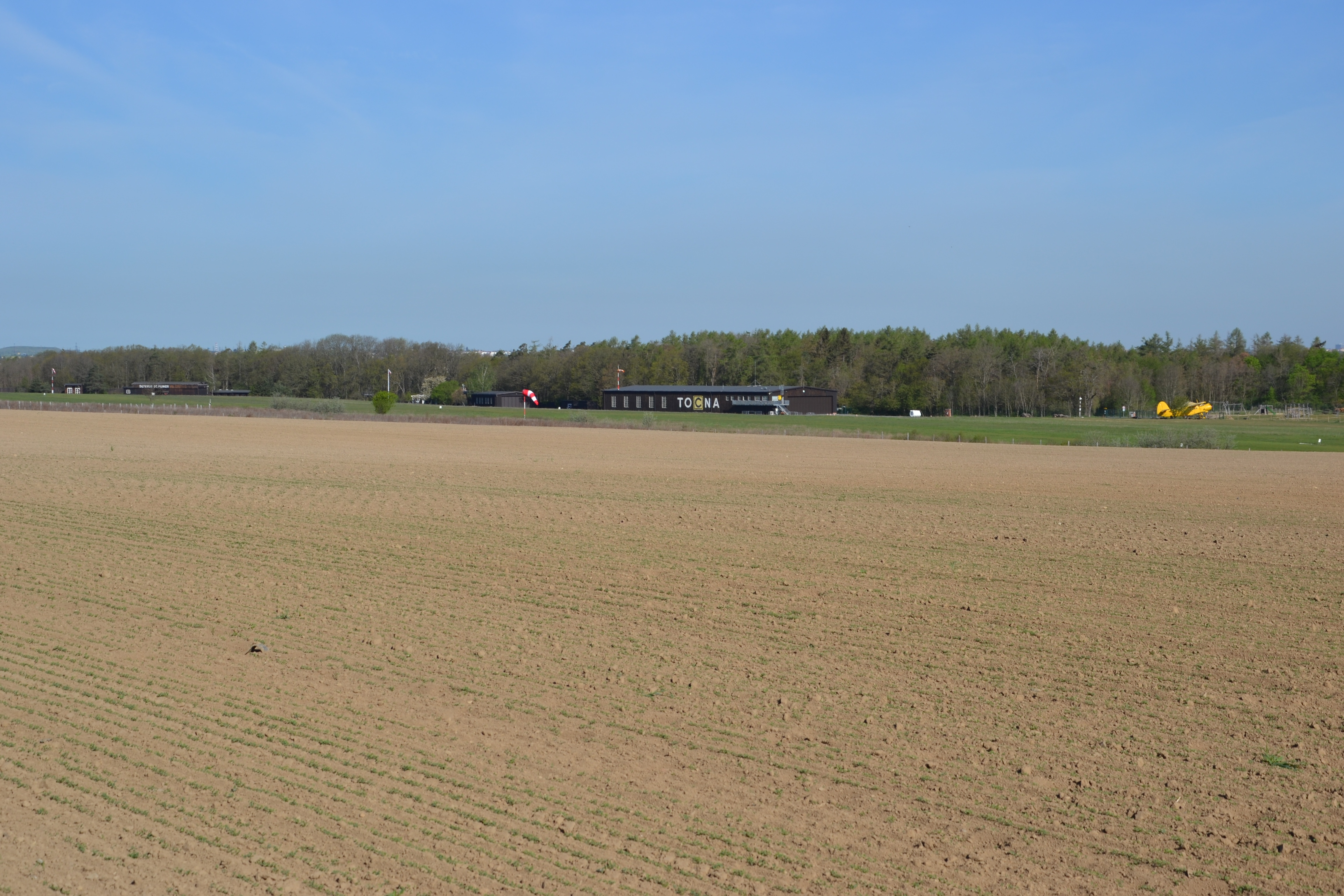
Letiště Točná při pohledu od Komořanského tunelu.
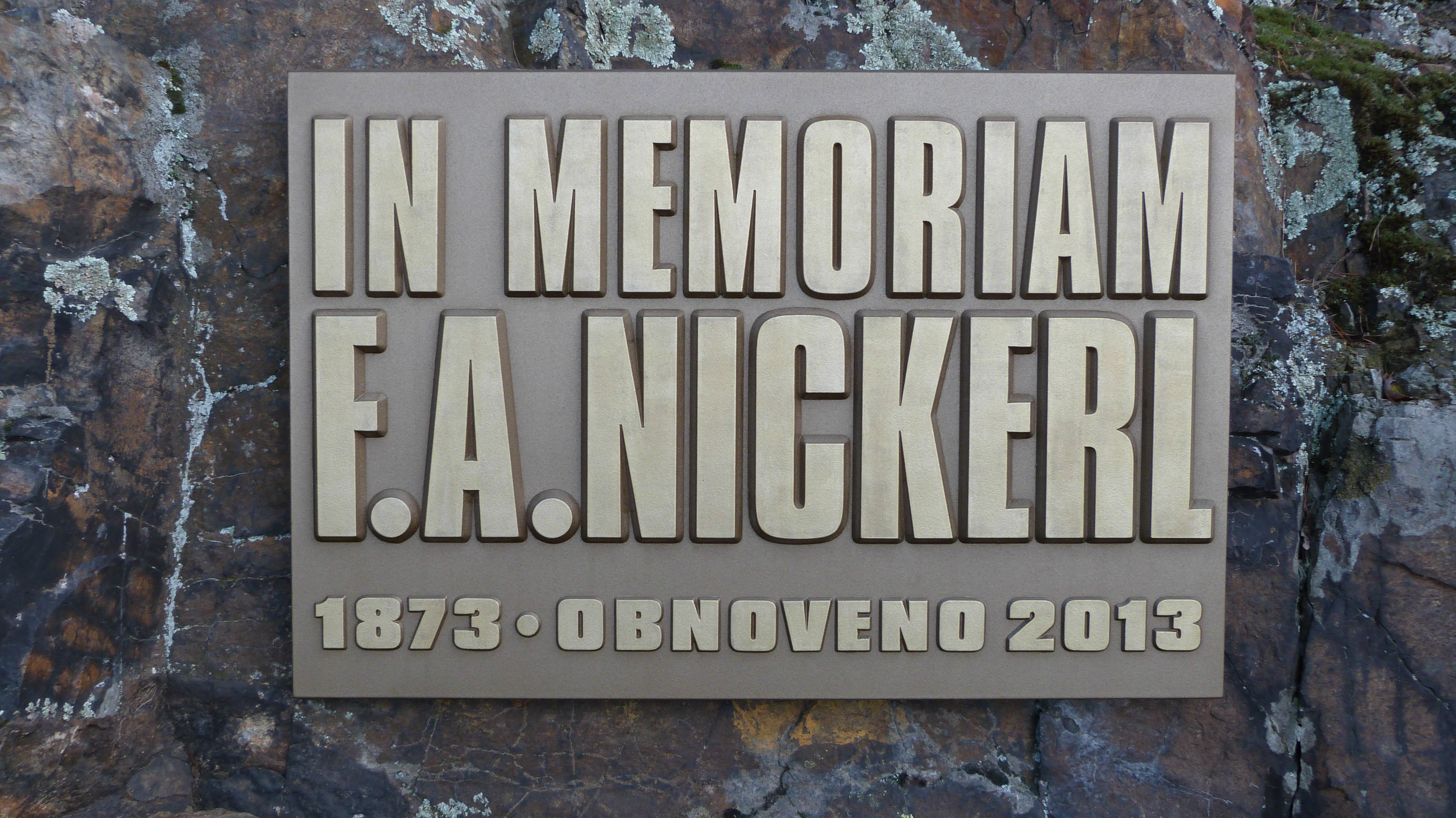
Z iniciativy PhDr. Jiřího Tichoty byla obnovena pamětní deska Františku Antonínu Nickerlovi na úbočí vrchu Šance do Břežanského údolí.
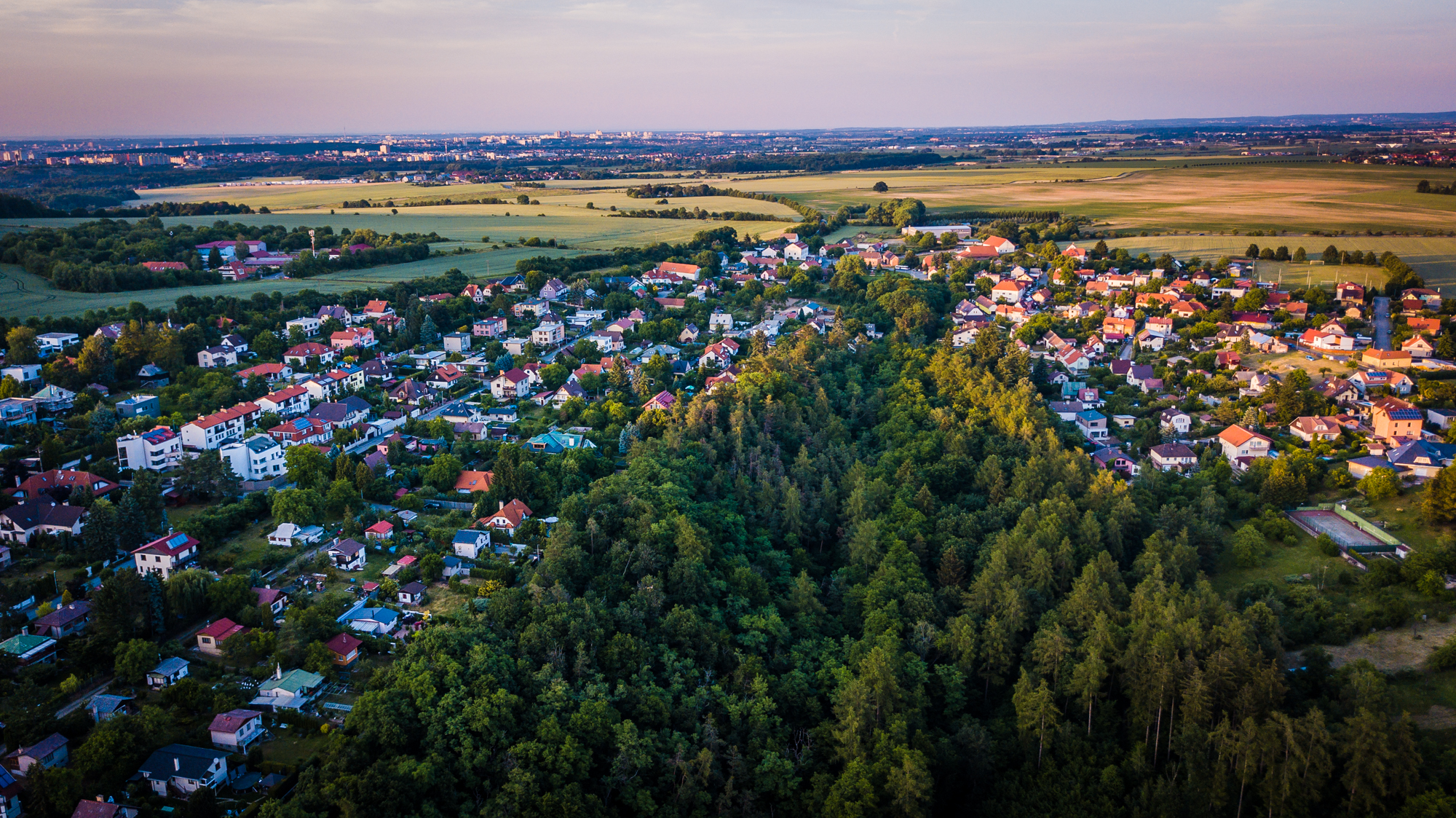
Letecký pohled na Točnou rozdělenou Točenskou roklí, která je součástí přírodní rezervace Šance a evropsky významné lokality Břežanské údolí.
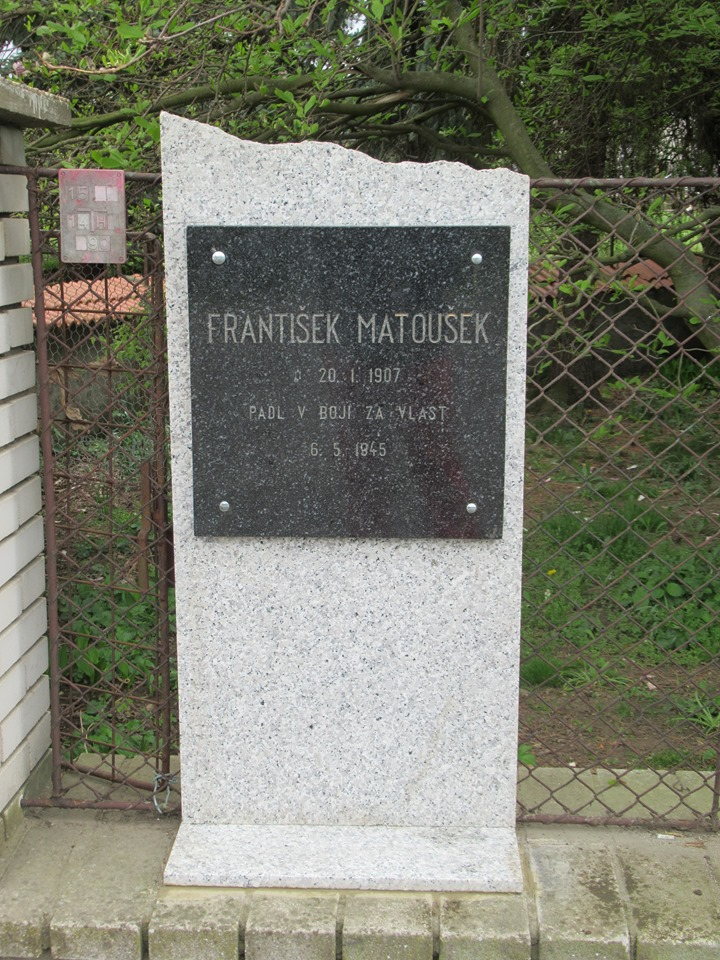
Pamětní deska Františka Matouška, zastřeleného 6. května 1945 esesáky, byla reinstalována v květnu 2020
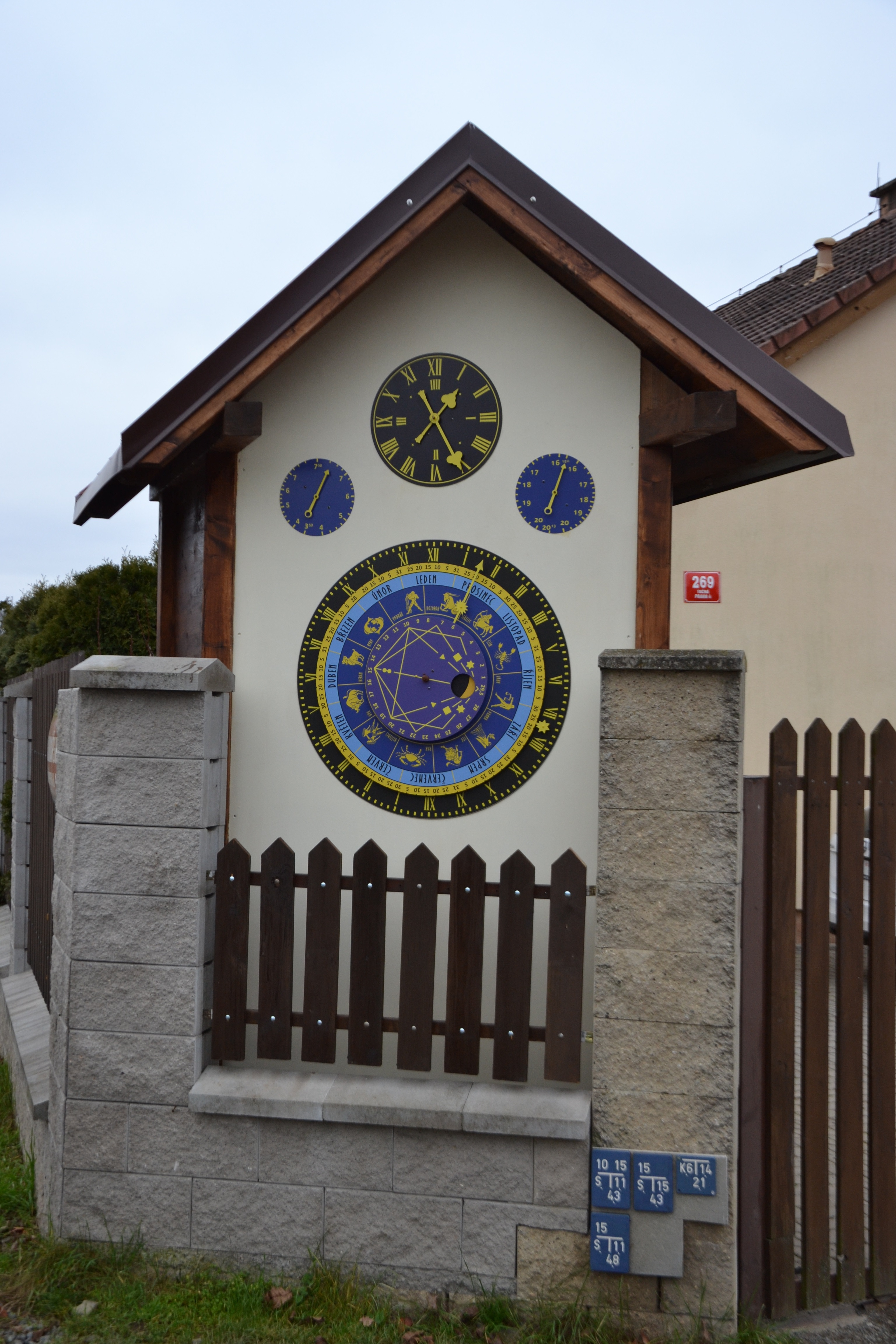
Orloj sestrojený panem Havlíčkem roku 2020 na Točné, na rohu ulic Starý lis a Zahrádkářská II.